# Plaza
Para el espacio con juegos para niños véase Espacio de recreación.

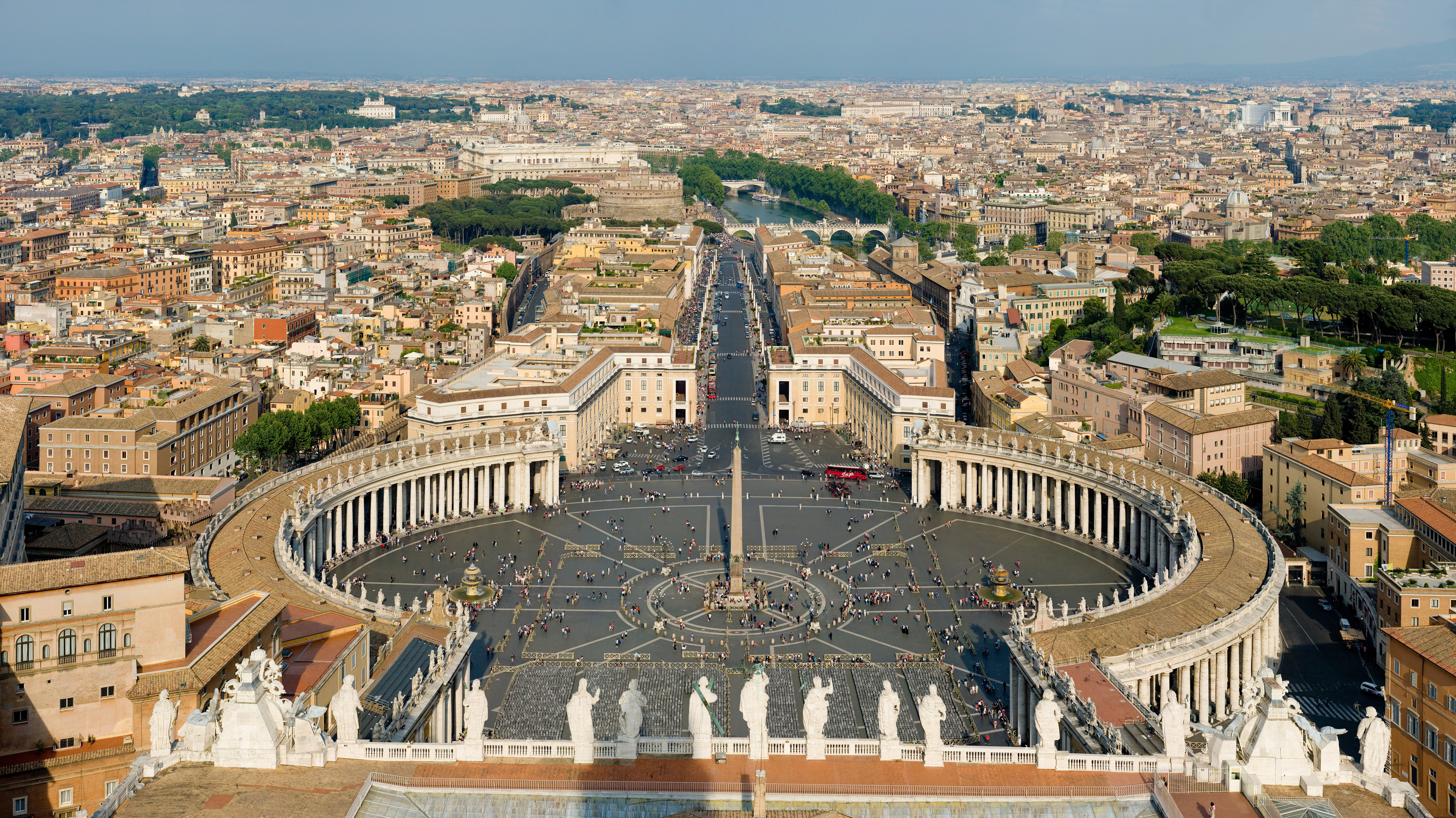
Plaza de San Pedro, Roma. El edificio de la basílica cierra una plaza elíptica enmarcada por una columnata. Diseño de Bernini.

Una plaza (también azogue) es un espacio urbano público, amplio o pequeño y descubierto, en el que se suelen realizar gran variedad de actividades. Las hay de múltiples formas y tamaños, y construidas en todas las épocas. Por su relevancia y vitalidad dentro de la estructura de una ciudad se las considera también como salones urbanos.
Con frecuencia son el elemento nuclear de una población, el lugar alrededor del cual comienzan a levantarse las edificaciones más representativas, con lo que se convierten en símbolos del poder, y en ocasiones reflejan la dualidad de poder (religioso y político). Son típicas en muchos pueblos la plaza del ayuntamiento y la plaza de la iglesia; en localidades mayores son más propias la plaza de la catedral o la plaza del palacio.
Las plazas son el centro por excelencia de la vida urbana. En ellas se concentran gran cantidad de actividades sociales, comerciales y culturales. Las funciones simbólicas, tanto políticas como religiosas son de gran importancia en estos espacios, siendo elegidas para la celebración de coronaciones, ejecuciones, manifestaciones, procesiones, canonizaciones... A menudo son elegidas para levantar en ellas monumentos conmemorativos o estatuas, ya que son espacios singulares y adecuados para los mecanismos de mantenimiento de la memoria histórica. Además, al ser lugares de encuentro, albergan actividades lúdicas y festivas: fiestas, juegos, espectáculos, deportes, mercadillos o cualquier acto público imaginable. La función económica (plaza de mercado) responde a la vitalidad de las transacciones espontáneas, pero también las hacen ser objeto de especial atención y control por los poderes públicos.
Otra función significativa es la militar, que está en el origen de muchas ciudades. El término "plaza" en lenguaje castrense, es equivalente a "ciudad", y está en muchas expresiones convencionales (sentar plaza, mando en plaza, plaza fuerte...).
En el mundo taurino, y en la toponimia de muchas localidades españolas e hispanoamericanas, se usa "plaza" antonomásticamente por plaza de toros.

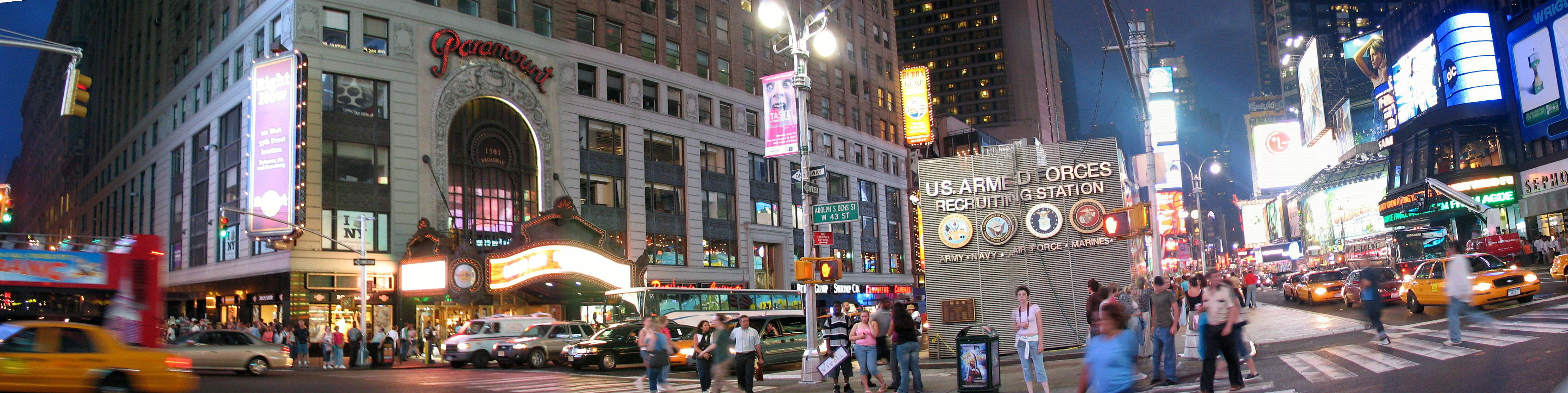
Times Square, lugar habitual de celebraciones multitudinarias en Nueva York. Son particularmente famosos sus anuncios luminosos. Se estima que tiene 26 millones de visitantes al año.

La Plaza de Mayo, en Buenos Aires, es sede de la vida política del país.

## Evolución histórica

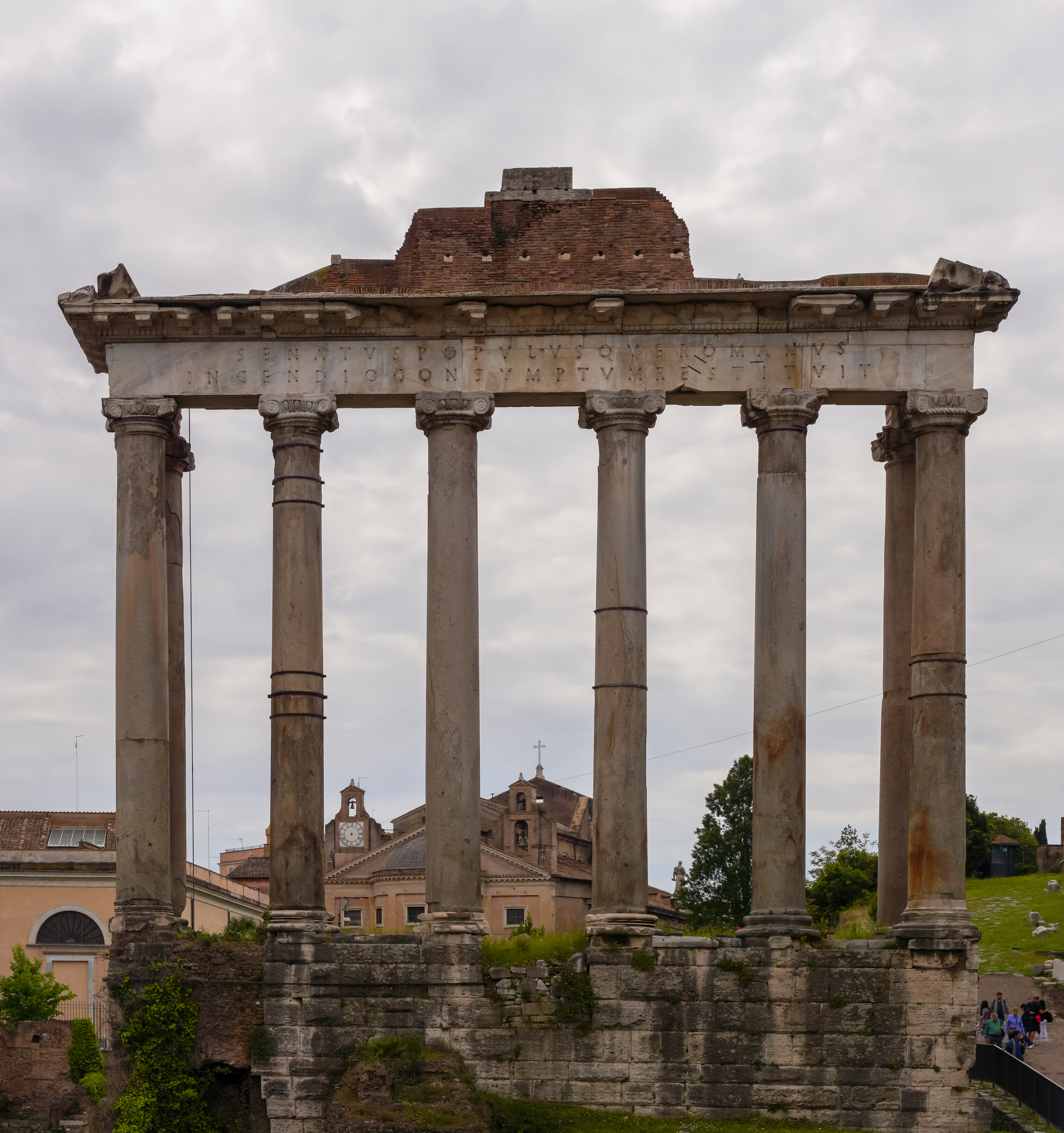
Ruinas del Foro Romano.

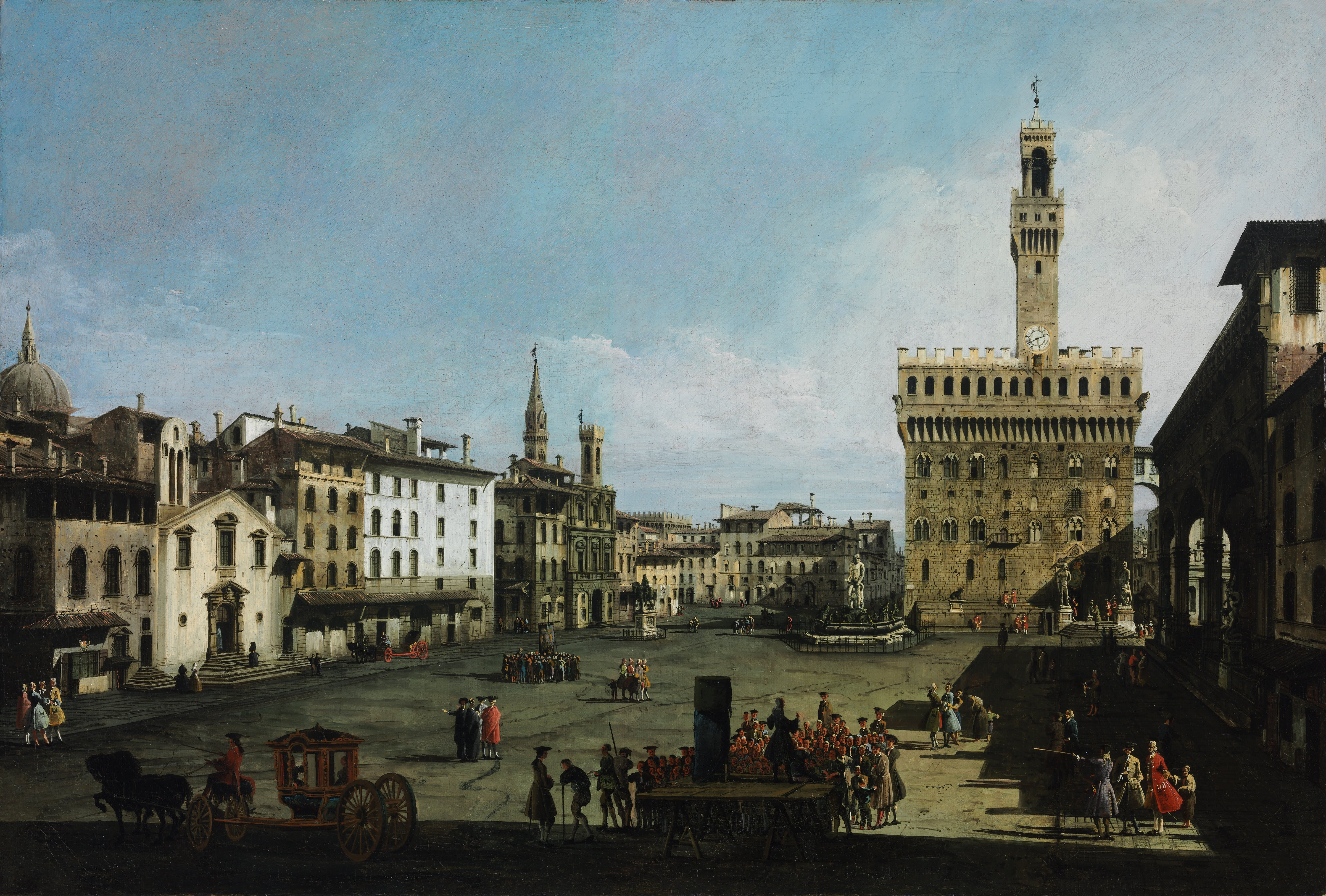
Piazza della Signoria, Florencia, por Bernardo Bellotto (1742).

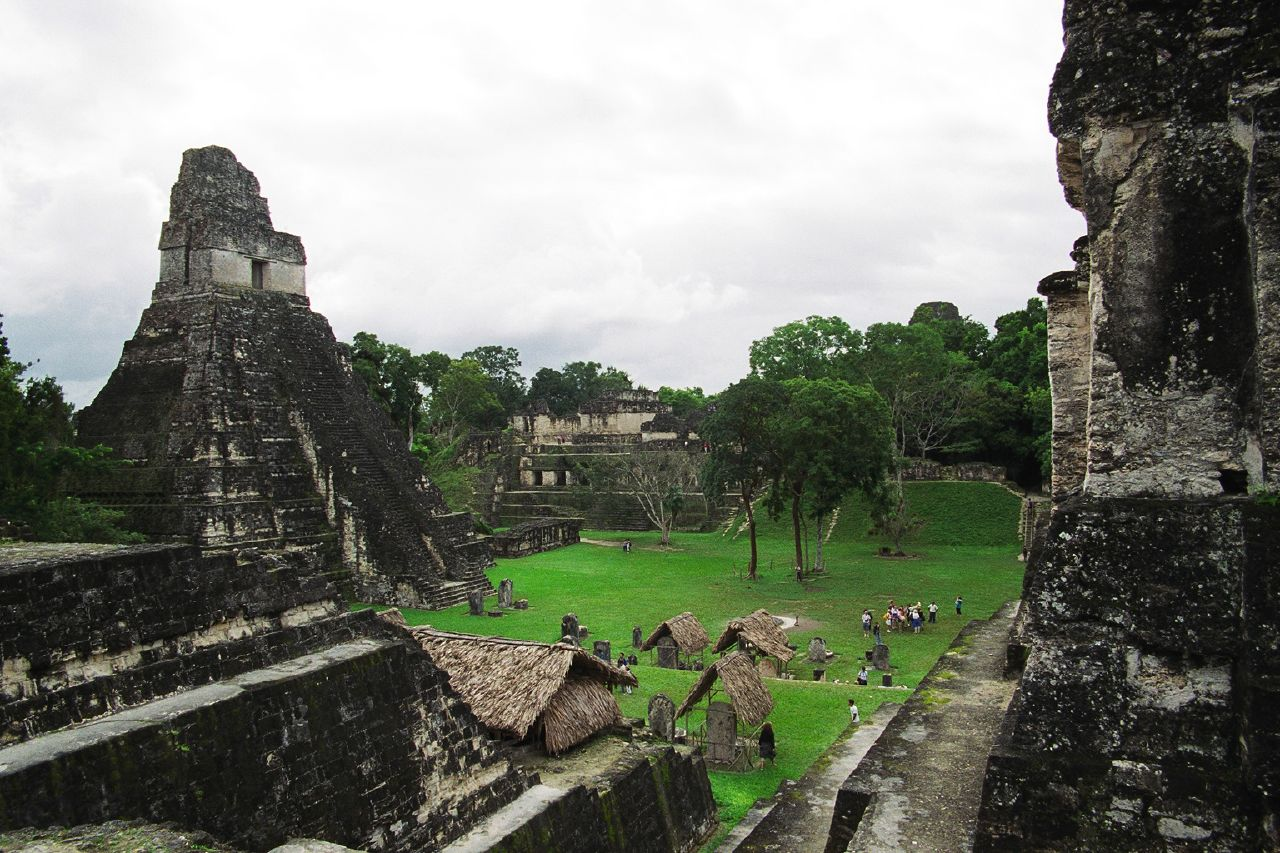
Ruinas de Tikal.

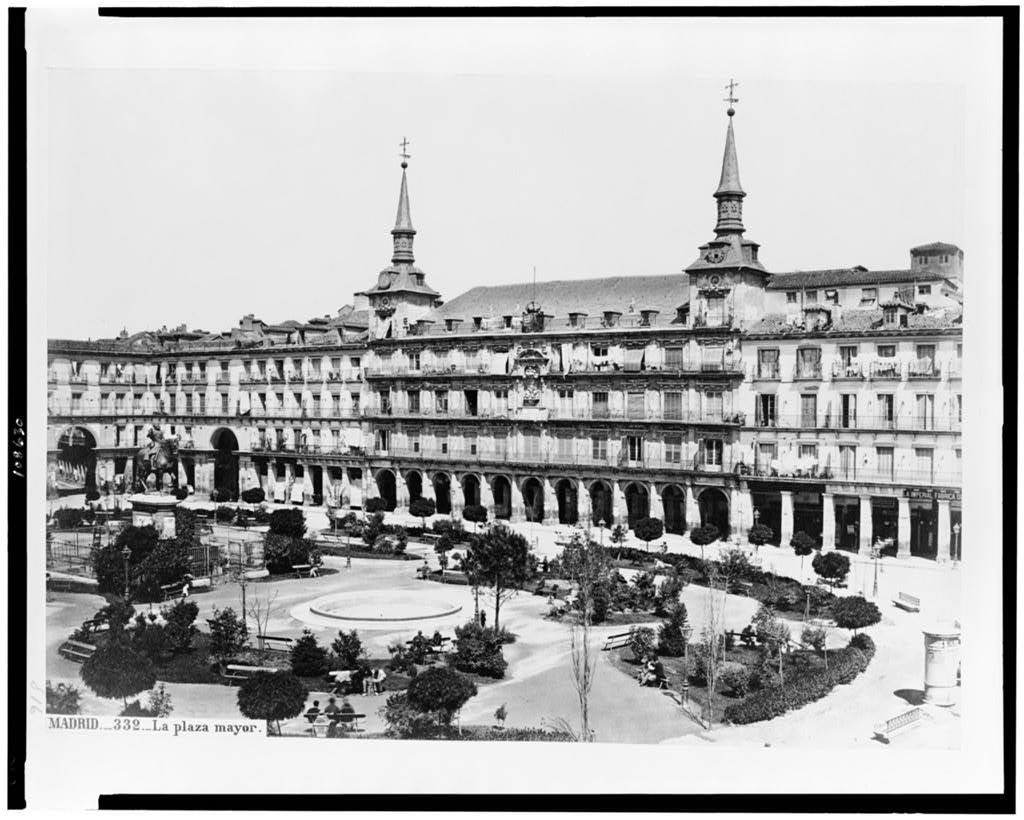
Plaza Mayor de Madrid en una fotografía de la segunda mitad del siglo XIX: la tipología de plaza mayor se adapta a los ideales higienistas del siglo XIX con el ajardinamiento y la colocación de la estatua de Felipe III. Mesonero Romanos da una viva narración de las sucesivas modificaciones del aspecto de la plaza desde de los autos de fe de la Inquisición hasta el "cómodo paseo" de limpios aires que ve en su época.

Desde los orígenes la plaza ha constituido un órgano biológico de la ciudad, incorporado a la vida de la comunidad como su espacio más convocante. Desde que en la prehistoria, las chozas de la tribu se agruparon en círculo, el espacio central empezó a cumplir la función de escenario de la vida comunitaria. Mucho después se incorporaba a la plaza una actividad principal, el mercado. Sus símbolos fueron la fuente de agua, y el monumento. La plaza funcionó, siempre como patio urbano y atrio de los edificios más representativos de la comunidad.
El diseño de la ciudad clásica grecorromana, que valoraba especialmente la dimensión pública de la vida urbana, concedía una importancia central al ágora (griega) o al foro (romano), donde se centralizaba la actividad comercial, judicial, política y religiosa. En el caso de las ciudades que han surgido de un campamento romano, aún se reconoce su presencia en el punto de confluencia de las dos vías principales (cardo y decumano).
Otras civilizaciones antiguas desarrollarán sus propios modelos, especialmente China, donde se desarrolla la Ciudad Prohibida con su estructura protocolaria de sucesivos palacios ante los que se abren gigantescos patios con una impresionante escenografía, adecuada a su formación social histórica (el despotismo oriental).
En cambio, los pueblos denominados bárbaros por las civilizaciones mediterráneas, no desarrollan un concepto similar ni de ciudad ni de espacio público, y de hecho, los autores clásicos que describen su urbanismo destacan su condición poco comunitaria en ese aspecto (sin trazado de calles o espacios públicos, yuxtaponen las casas espontáneamente en un espacio aparentemente desorganizado).

Los pueblos germanos no habitan en ciudades, es bien sabido, incluso no toleran que las casas sean contiguas. Se establecen en lugares aislados y apartados, en relación con una fuente, un campo o un prado, según les plazca. Las aldeas no están construidas como nosotros acostumbramos, con edificios contiguos y unidos unos a otros; cada uno tiene un espacio vacío que rodea su casa, sea como defensa contra los peligros de incendio, sea por ignorancia en el arte de la construcción.
Publio Cornelio Tácito, De origine et situ Germanorum. 

Esa visión cargada de prejuicios (que en buena medida ha sido heredada por la historiografía) desprecia la distinta relación con la naturaleza de otras culturas, como la germánica citada o la celta, que tiene su templo en el bosque y sus lugares de reunión en prados y campas. También son importantes las funciones de todo tipo y el elaborado diseño que presentan las plazas centrales de los poblados en las culturas primitivas o indígenas estudiadas por los antropólogos, como las aldeas dogón en el Níger (África occidental) o las Kuikuro en el Alto Xingú (Amazonia).
La ciudad medieval europea desarrolla una trama urbana más cerrada, sobre todo las de influencia islámica, pero son habituales los espacios "de respeto" delante de las catedrales o iglesias principales, así como los palacios o ayuntamientos (destacando las Piazze della Signoria de varias ciudades italianas, presididas por grandes torres). Las dimensiones de estas plazas no tienen por qué ser pequeñas: la mayor de Europa, la plaza del mercado de Cracovia, tiene 40.000 metros cuadrados.

...la plaza del medioevo (es) central, activa y apropiable. Ocupando casi siempre un vacío irregular del tejido, contenida por el agrupamiento estrecho de los edificios y alimentada por un grupo de calles radiales, albergó una vida intensa y permanente.

Desarrollándose endógenamente, las civilizaciones precolombinas de América también experimentaron conceptos semejantes, destacando las explanadas ante los templos mesoamericanos, como la de Tenochtitlán que está en el origen del Zócalo (espacio que fue agrandado por el derribo de edificios tras la conquista española).

En Europa, el crecimiento de los burgos fuera de las murallas suscitó la aparición de plazas de mercado. En Castilla son denominadas plaza de arrabal o Plaza Mayor la principal o plazuela las menores, y se desarrolla simultáneamente una estructura institucional de control, repesos, establecimiento regulado de ferias periódicas, o de agentes permanentes (obligados del abasto y tablajeros). El crecimiento de los edificios que las rodean producen su cierre con arcos y soportales (Plaza Mayor de Valladolid, Plaza Mayor de Madrid, Plaza Mayor de Salamanca...). Conformaron el modelo que fue exportado a las ciudades coloniales como Plaza de Armas (las de ese nombre de Santiago de Chile, de La Habana... la Plaza de Mayo de Buenos Aires, la Plaza de Bolívar de Bogotá, el citado Zócalo de México...).

La fuente, devenida en obra de arte, el mercado y los edificios frentistas reconjugaban: La fuente identificaba el lugar y apoyaba la actividad; la envolvente constituía su marco vivo, y el mercado era la vida misma, la actividad y la comunicación humana. Esta descripción responde cabalmente al sentido de la plaza entendida como ámbito integrador de la comunidad.

El barroco planteó la apertura de perspectivas grandiosas, integrando arquitectura, escultura, jardines y fuentes, que tienen en Roma (San Pedro), Viena (Graben) o Madrid (Paseo del Prado) ejemplos notables.

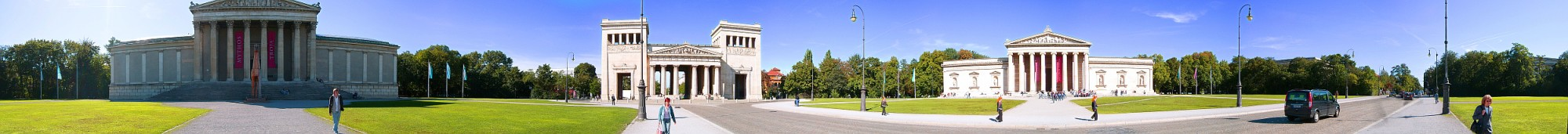
Panorámica de 360º de la Königsplatz (Múnich). Es un amplio espacio rodeado por edificios de arquitectura neoclásica (entre los que está el de la Gliptoteca, primero por la derecha). Su impresionante entorno fue utilizado como escenario de acontecimientos políticos por los reyes de Baviera y posteriormente por el nazismo. Los desfiles atravesaban el eje longitudinal pasando por debajo de los Propíleos (edificio del centro).

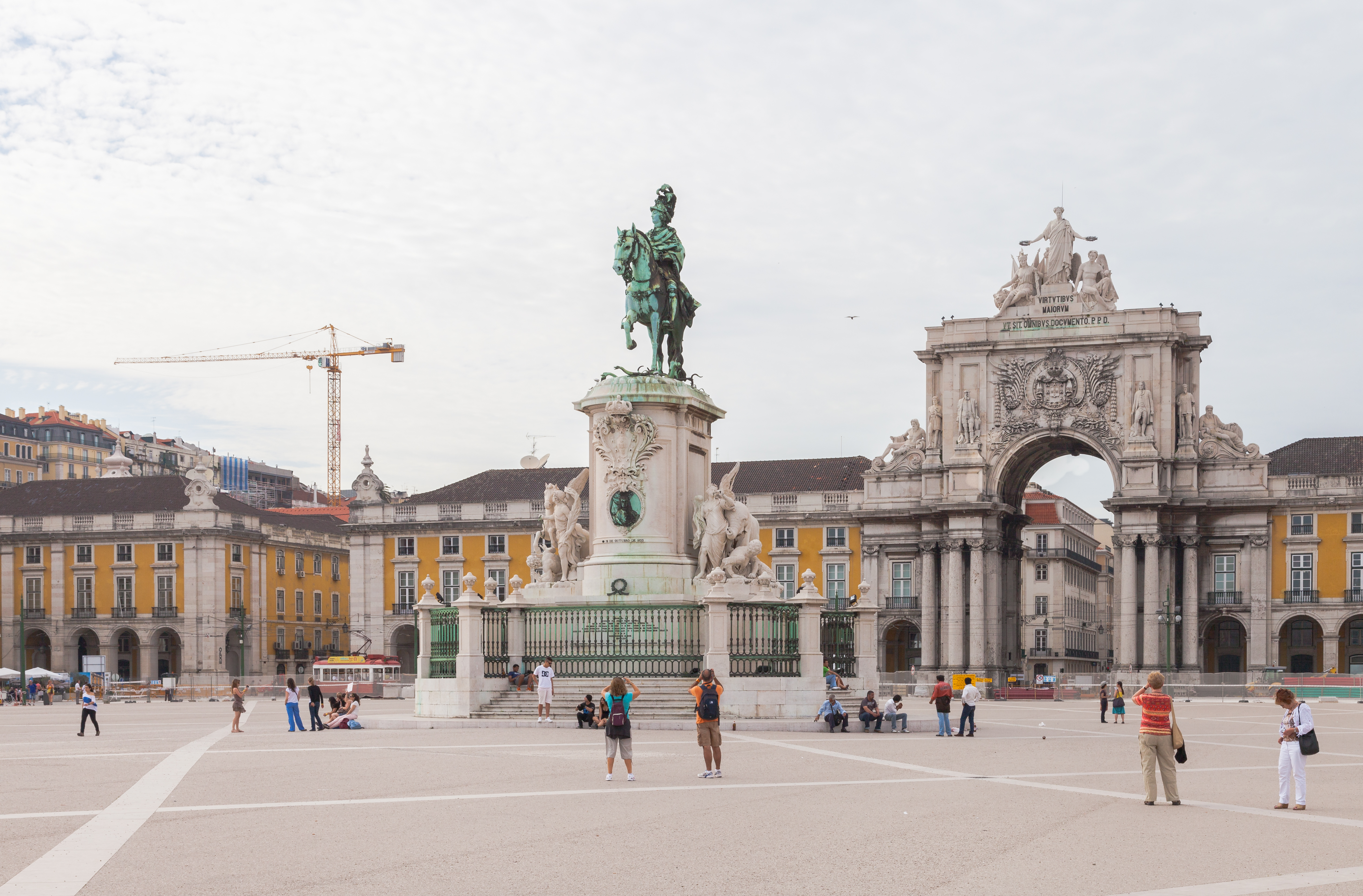
La Praça do Comércio de Lisboa es un caso singular de plaza cuadrangular abierta por uno de sus lados al estuario del Tajo, punto neurálgico del imperio marítimo portugués. Su amplitud y unidad de diseño se debe a la reconstrucción tras el terremoto de Lisboa de 1755.

El Arco de triunfo, en París, en el centro de una amplia plaza dentro de la red de avenidas planificadas por el Barón Haussmann (foto coloreada de 1921).

Los ensanches urbanos del siglo XIX (para España los de Ildefonso Cerdá en Barcelona y Carlos María de Castro en Madrid) y la expansión en superficie de la ciudad permitieron el desarrollo de tramas abiertas con la presencia de plazas de muy distinto tipo. El diseño específico de plazas pasa a constituir materia propia, en paralelo a la constitución formal de la profesión de arquitecto paisajista (Law Olmsted en los espacios libres de Boston y Nueva York). La función de mercado, en cambio, se vio reglamentada por el nuevo ideal higienista hacia el mercado cerrado. Simultáneamente, aparece la necesidad de aislar espacios verdes de uso público, bien en grandes superficies, como bosques urbanos, bien acomodados a las dimensiones habituales de las plazas, que se convierten en espacios ajardinados. 

...desde la cultura liberal, las plazas urbanas se clarifican como espacios verdes... predomina el piso vegetal, con tratamientos de jardinería. Son plazas para el paseo y el reposo, salvo un sector equipado para la recreación infantil.

El siglo XX, con la revolución del transporte urbano que trae el uso del automóvil hizo de la función viaria una de las esenciales de estos espacios, mientras que, por otro lado, la saturación del tráfico y el estacionamiento trajo como una de las soluciones la peatonalización de muchos de ellos desde finales de ese siglo. Otra cuestión que a veces ha desatado la polémica es la revalorización del solado clásico (adoquín) frente al suelo vegetal de los espacios ajardinados o al asfalto de los viales, en un concepto que ha recibido el nombre de plaza dura (Plaza de Dalí, en Madrid, Plaza de las Arenas y parque de Joan Miró, en Barcelona).
Para algún autor, las reflexiones del urbanismo más reciente (la posmodernidad, el deconstructivismo), parten del desdibujamiento de la diferencia entre plaza y calle consecuencia de la arquitectura de bloque abierto propugnada por el Movimiento Moderno y el funcionalismo.

La contemplación desde la distancia de las conocidas propuestas de Moore, Roca o Portoghesi, con su tendencia a la sobrecarga figurativa y simbólica, así como su comparación con ejemplos anteriores y posteriores, desde los "centros cívicos" de Alvar Aalto hasta las "plazas duras" y minimalistas de la Barcelona olímpica, pasando por las propuestas ambientalistas norteamericanas de Lawrence Halprin o Paul Friedberg, pone de manifiesto los límites del diseño como herramienta generadora de identidad cívica y permite constatar que el espacio público sigue siendo una asignatura pendiente y un reto para la arquitectura y el urbanismo contemporáneos.

## Tipos de plazas

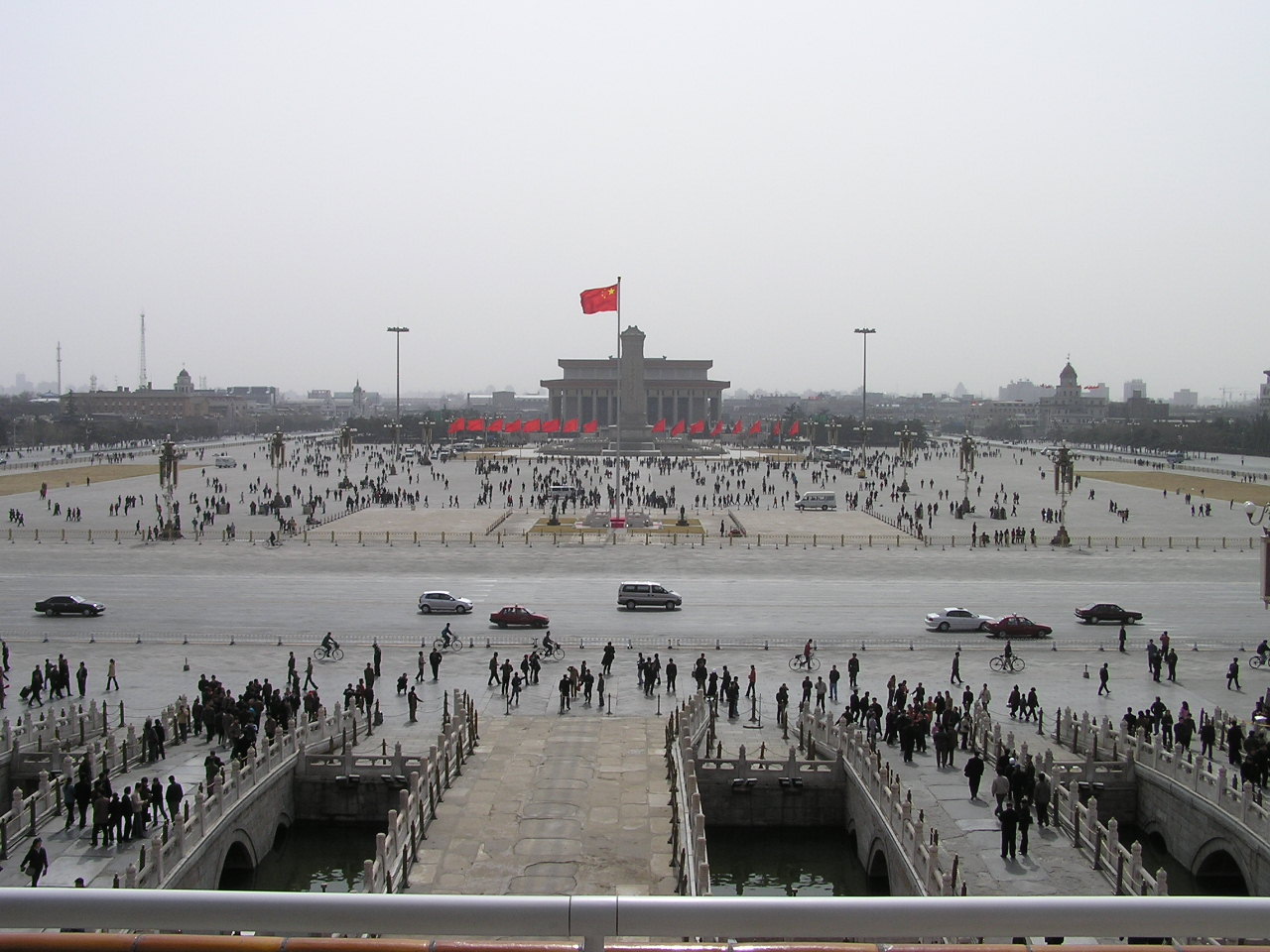
La Plaza Tiananmen (Pekín) desde la Ciudad Prohibida; al modo, el mausoleo de Mao, levantado como emulación al de Lenin. El retrato de Mao sigue presidiéndola. Es la mayor del mundo (440.000 metros cuadrados). Ha sido escenario de acontecimientos históricos importantísimos: la represión occidental a la rebelión de los Bóxers (1901) y el consiguiente asedio reflejado en la película 55 días en Pekín, la proclamación de la República Popular China el 1 de octubre de 1949 y los sucesos de 1989, en que fue tomada por estudiantes en petición de reformas democráticas, reprimidos violentamente por el ejército.
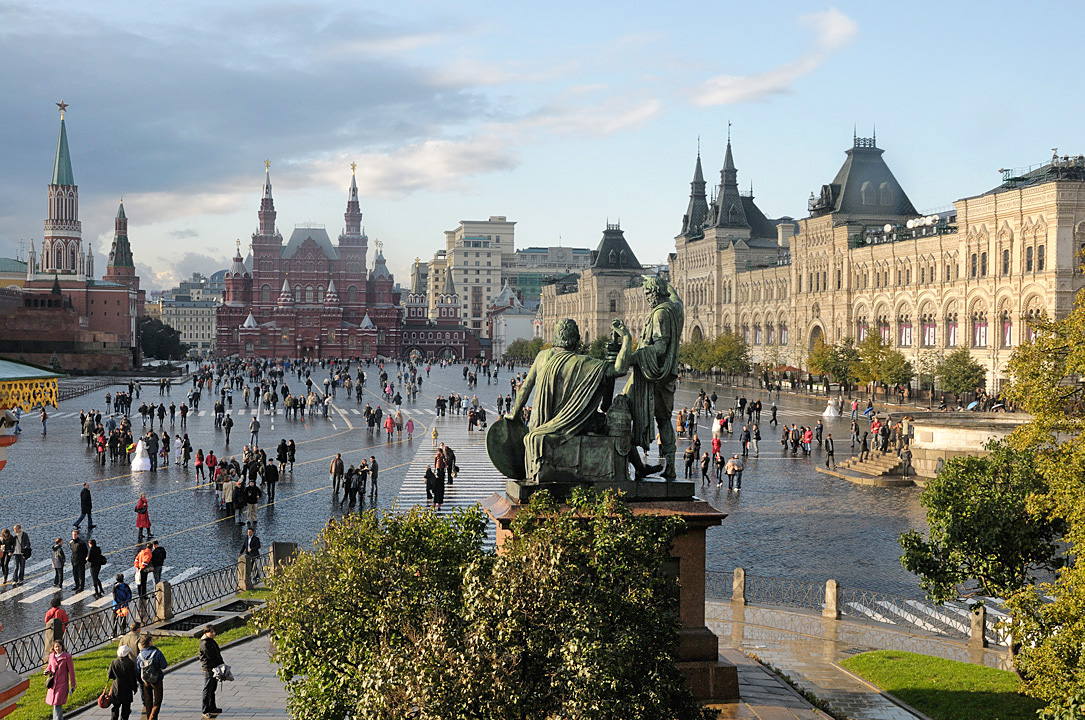
La Plaza Roja (Moscú) es una de las plazas de mayor utilización política en toda la historia, con acumulación de espacios propios de la memoria histórica: catedral de San Basilio, Kremlin de Moscú, mausoleo de Lenin y enterramientos de los que alcanzaban el título de héroe de la Unión Soviética. El desfile conmemorativo del primero de mayo se convirtió en una referencia mundial en esa época.
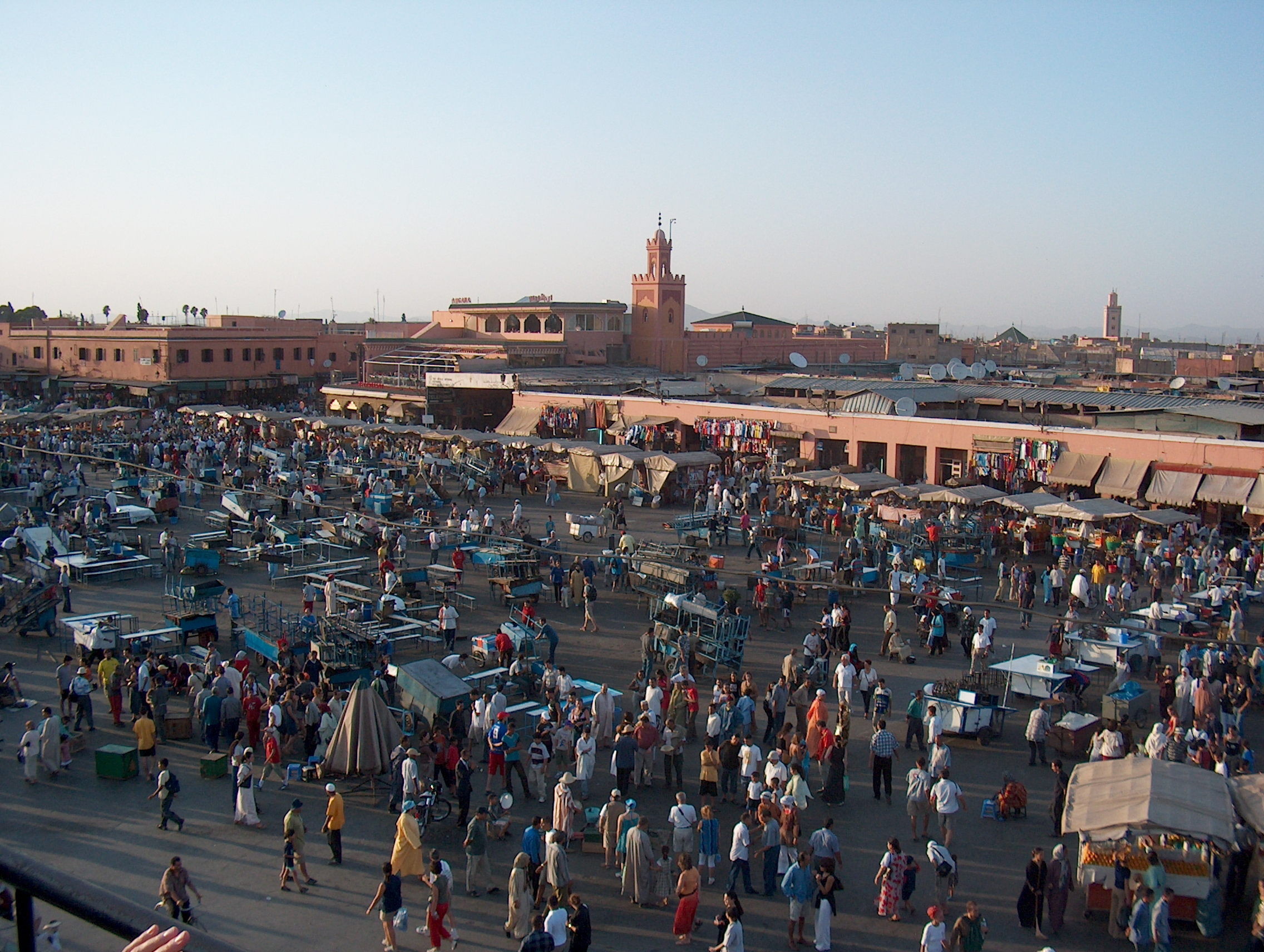
Plaza Jamaa el Fna de Marrakech, una plaza abierta en el urbanismo islámico, designada Patrimonio de la Humanidad por la Unesco, en buena medida por la influencia de Juan Goytisolo. El zoco árabe era más corrientemente un espacio laberíntico de calles y no un espacio abierto, cuando no completamente cerrado, como el bazar en el Próximo Oriente. Las demás funciones urbanas estaban repartidas por la mezquita (religiosa y judicial), la alcazaba (militar)... con lo que no había un espacio tan privilegiado como fueron las plazas mayores del urbanismo castellano.
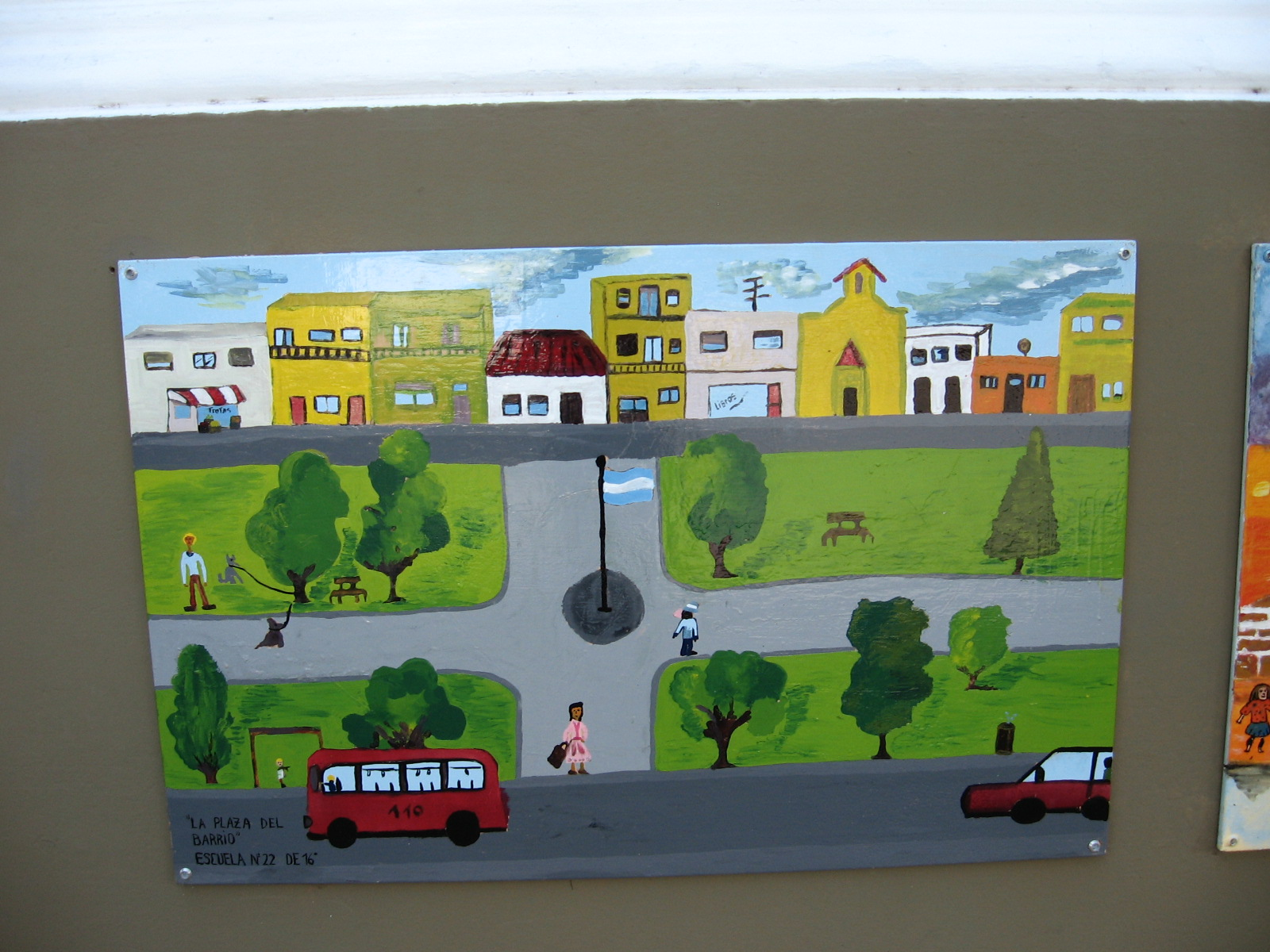
La Plaza Arenales (Buenos Aires) vista por los alumnos de la escuela Delfín Gallo. La geografía de la percepción estudia la importancia de los hitos urbanos en la conformación de la imagen del espacio realmente vivido por los habitantes de una ciudad. La espontaneidad de los dibujos infantiles es un vehículo muy utilizado para analizarlos, y las plazas, obviamente, son una referencia central para los niños.

No existen dos plazas exactamente iguales en el mundo, pero se pueden agrupar en varios grandes grupos atendiendo a su forma:
- Cuadrangular: como la Plaza Roja de Moscú, la Plaza de Tiananmen, y particularmente la Plaza mayor, típica del urbanismo castellano (como la Plaza Mayor de Madrid)  e hispanoamericano (donde es común que reciba la denominación de Plaza de Armas); también suele denominarse Plaza real, o en algún caso Zócalo (Plaza de la Constitución en la Ciudad de México). En el urbanismo inglés, esta forma suele recibir el nombre de square (Trafalgar Square).
- Irregular, como es habitual en la plaza medieval, como la Piazza del Campo de Siena.
- Elíptica, propia del urbanismo barroco a partir de la Plaza de San Pedro de Bernini en Roma. Las innovaciones conceptuales que integra la hacen de estructura muy compleja, aunque tiene precedentes en plazas rectangulares, como la plaza de Pienza o la romana del Campidoglio, diseñadas respectivamente por Rossellino y Miguel Ángel.[10]
- Circular, glorieta o rotonda, como la Plaza de Cibeles en Madrid, o la Glorieta de Insurgentes en la Ciudad de México. En el urbanismo inglés, esta forma suele recibir el nombre de circus (Piccadilly Circus). En el urbanismo francés, suele denominársela rond-point (como la Place de l'Etoile donde se halla el Arco de Triunfo de París). Aunque el uso es distinto, también son circulares las plazas de toros (con alguna excepción), que tienen su origen en las plazas públicas.
- Semicircular, como la Plaza de España de Sevilla, o la Plaza Kazánskaya en San Petersburgo con su Catedral de Nuestra Señora de Kazán, Rusia. En el urbanismo inglés, esta forma, con su interior ajardinado, suele recibir el nombre de crescent ("creciente" o "media luna").
- Alargada, como la Plaza Navona de Roma, o la Macroplaza de Monterrey, México.

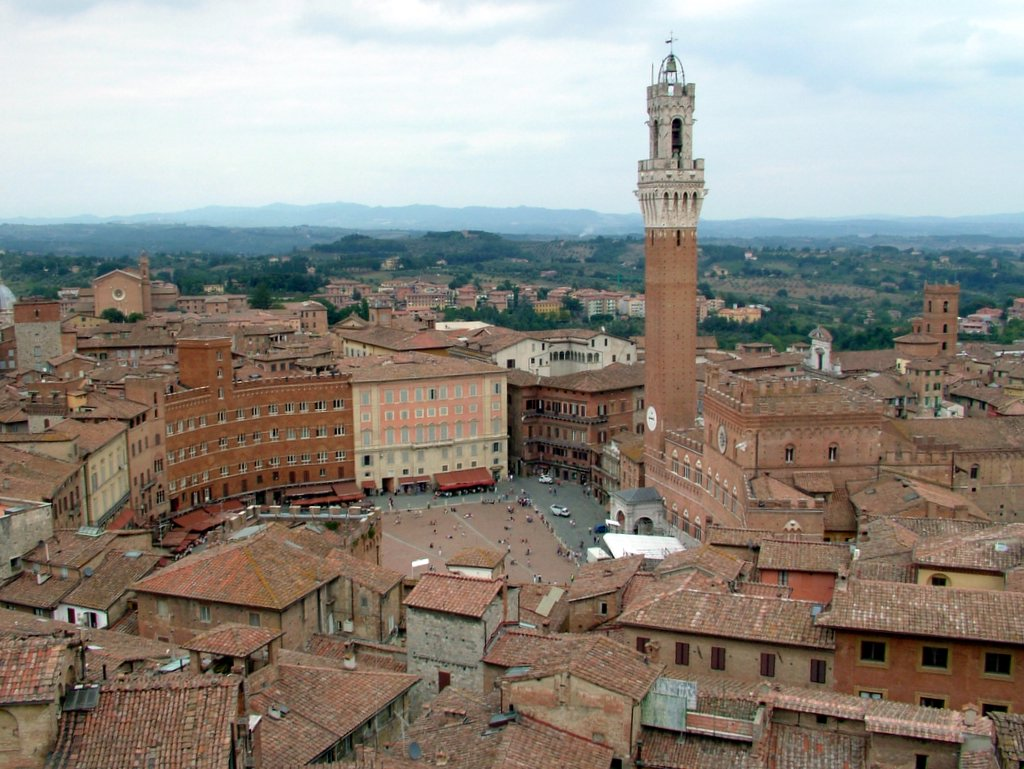
Piazza del Campo de Siena, un ejemplo de trazado irregular medieval y de Piazza della Signoria, como espacio de respeto frente al ayuntamiento (comuna), máximo poder público en las ciudades-estado italianas. Es un magnífico ejemplo de utilización en festividades y espectáculos: alberga anualmente el Palio di Siena, una frenética carrera de caballos en que los barrios de la ciudad se disputan el honor de albergar un estandarte en su parroquia
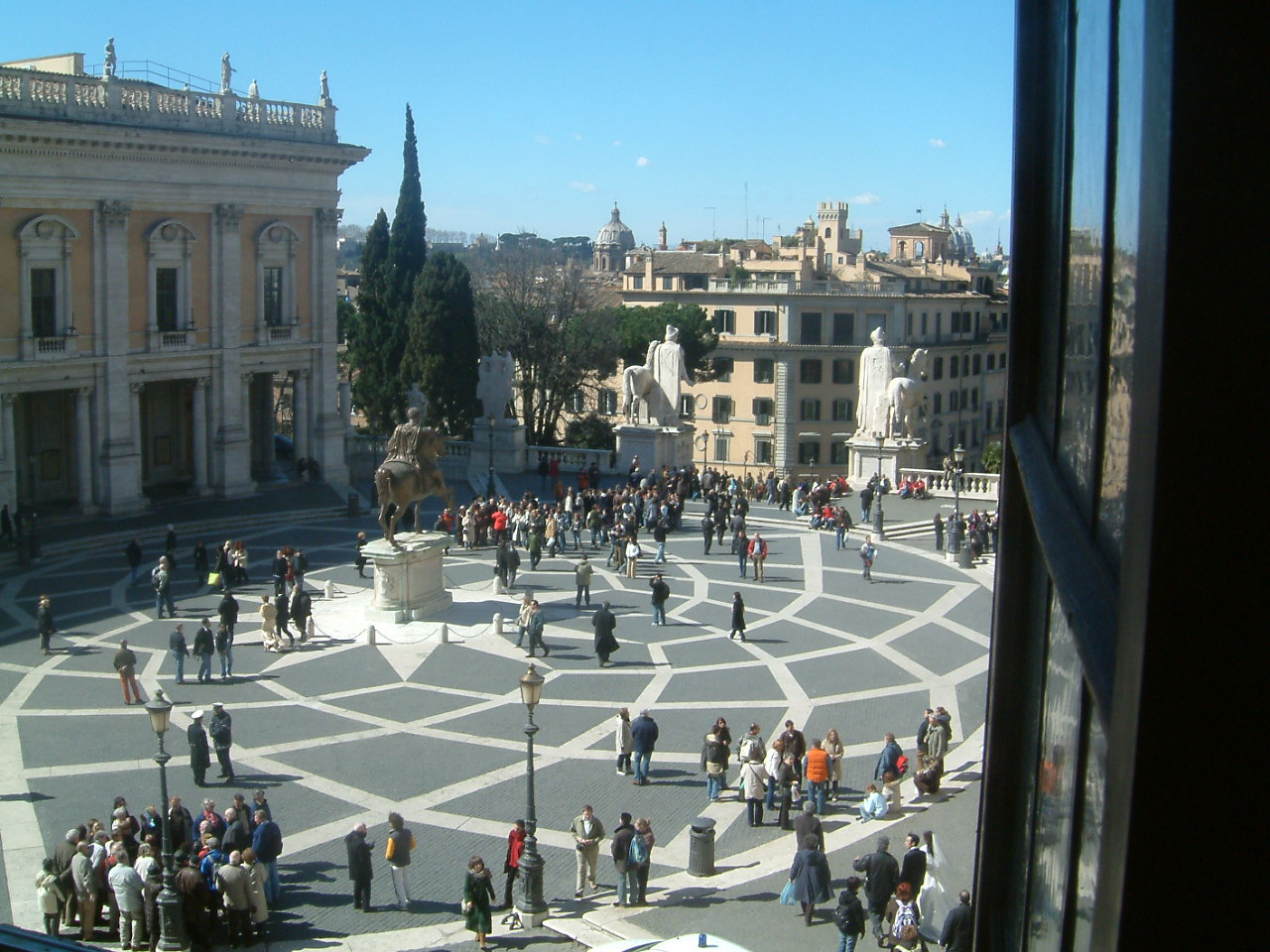
Plaza del Capitolio (Campidoglio) en Roma. De forma rectangular, la estructura del pavimento diseñado por Miguel Ángel destaca la escultura ecuestre de Marco Aurelio e integra con su dinamismo óptico la escalinata de acceso. El nombre deriva de la Colina Capitolina donde se asentó el centro del poder político en la Antigua Roma, y está en el origen del concepto capital (política) extendido a todos los estados del mundo.
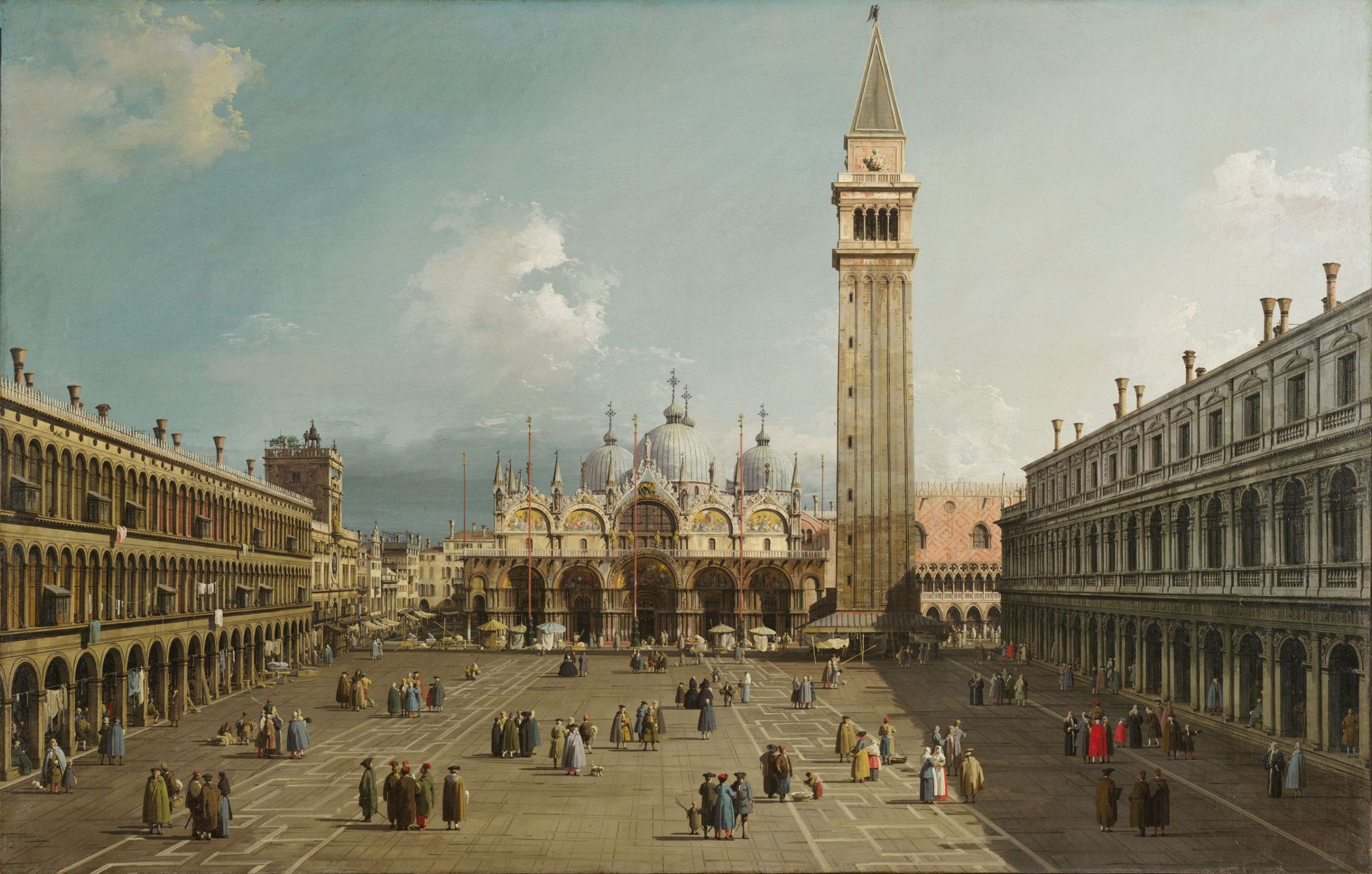
Plaza de San Marcos (Venecia), históricamente centro religioso (Patriarcado de Venecia), político (Palacio del Dux de la Serenísima República) y de comercio a larga distancia (dominó las rutas del Mediterráneo Oriental desde el siglo XII hasta el XVIII). Tiene la mayor parte de su superficie como plaza cerrada, mientras que la zona de los edificios más importantes está abierta hacia el Gran Canal, con lo que su planta es bastante irregular, a pesar de lo armonioso de las proporciones y perspectivas. Napoleón la llamó "el salón de baile más bonito de Europa". Es el lugar privilegiado para eventos como el Carnaval de Venecia.
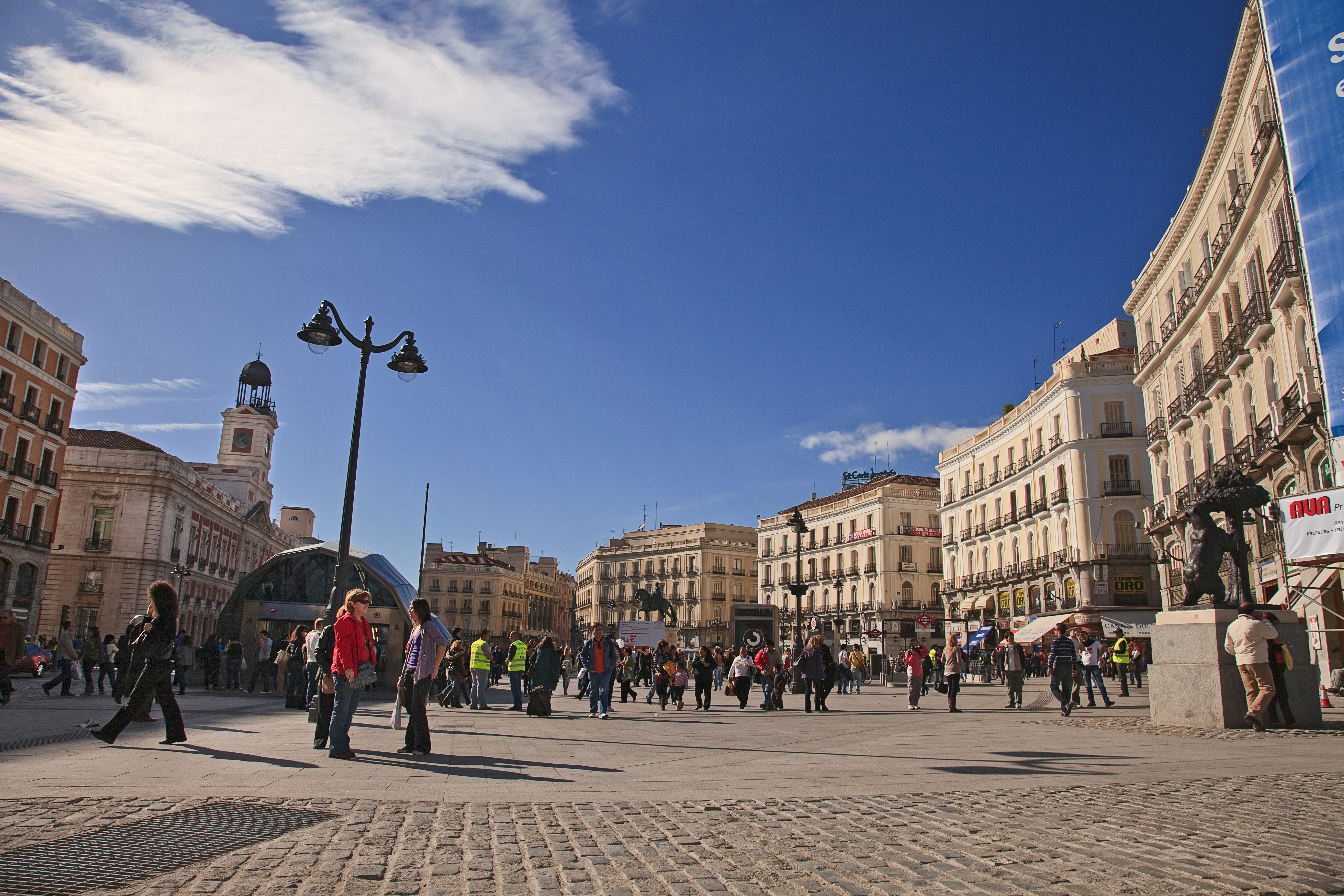
Puerta del Sol, Madrid, donde se halla el kilómetro cero de las carreteras españolas. Acogió hechos históricos como el levantamiento del dos de mayo de 1808 (pintado por Goya) y la proclamación de la Segunda República Española el 14 de abril de 1931. Las campanadas de año nuevo de su reloj son vividas en toda España con el ritual de las doce uvas.
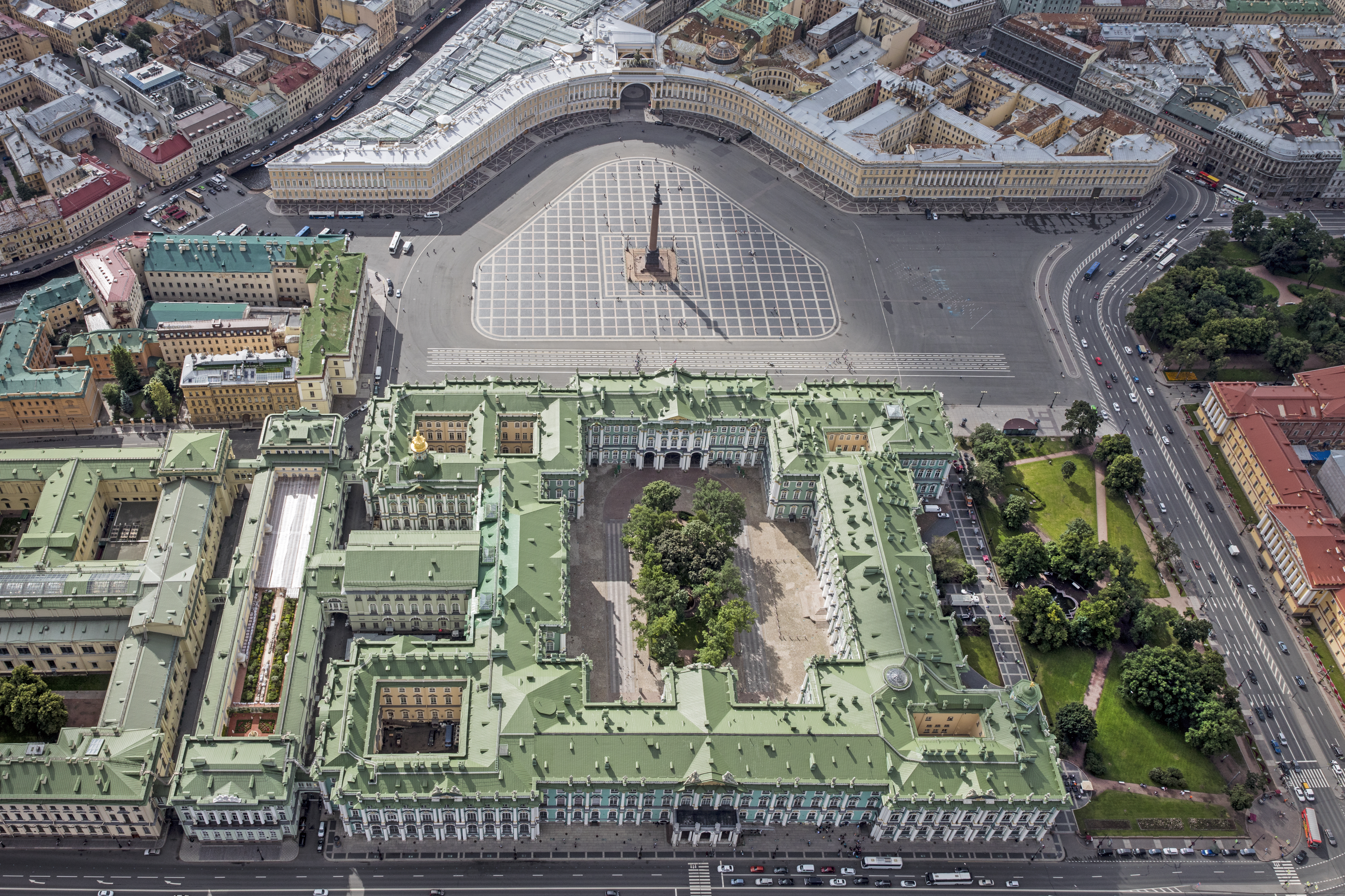
Vista aérea de la Plaza del Palacio, San Petersburgo, ubicada entre el Edificio del Estado Mayor (arriba) y el Palacio de Invierno (abajo). Une la Avenida Nevski con el Puente del Palacio que lleva a la Isla Vasílievski; es la plaza central de San Petersburgo y del antiguo Imperio ruso.

Otros criterios de clasificación pueden distinguir:
- Plaza a un solo nivel (la estructura más habitual), o plaza escalonada, como el anillo olímpico de Montjuic en Barcelona, la Plaza de España (Roma), la Plaza de San Francisco (Quito), o la ya citada plaza del Campidoglio.

- Plaza abierta (de modo que deja grandes perspectivas, típicas del urbanismo barroco, como la Piazza del Popolo en Roma) y plaza cerrada (como el modelo de plaza mayor o el de las bastidas francesas). En este caso, los ángulos pueden cerrarse completamente con edificios (recibiendo el nombre francés de cornières). El concepto francés de place carrefour designaría a una plaza en que su principal característica es ser encrucijada de calles.

- Plaza parvis o plaza cementerio, según el origen fuera haber sido el "espacio de respeto" delante de un palacio o iglesia o el haber servido de enterramiento.

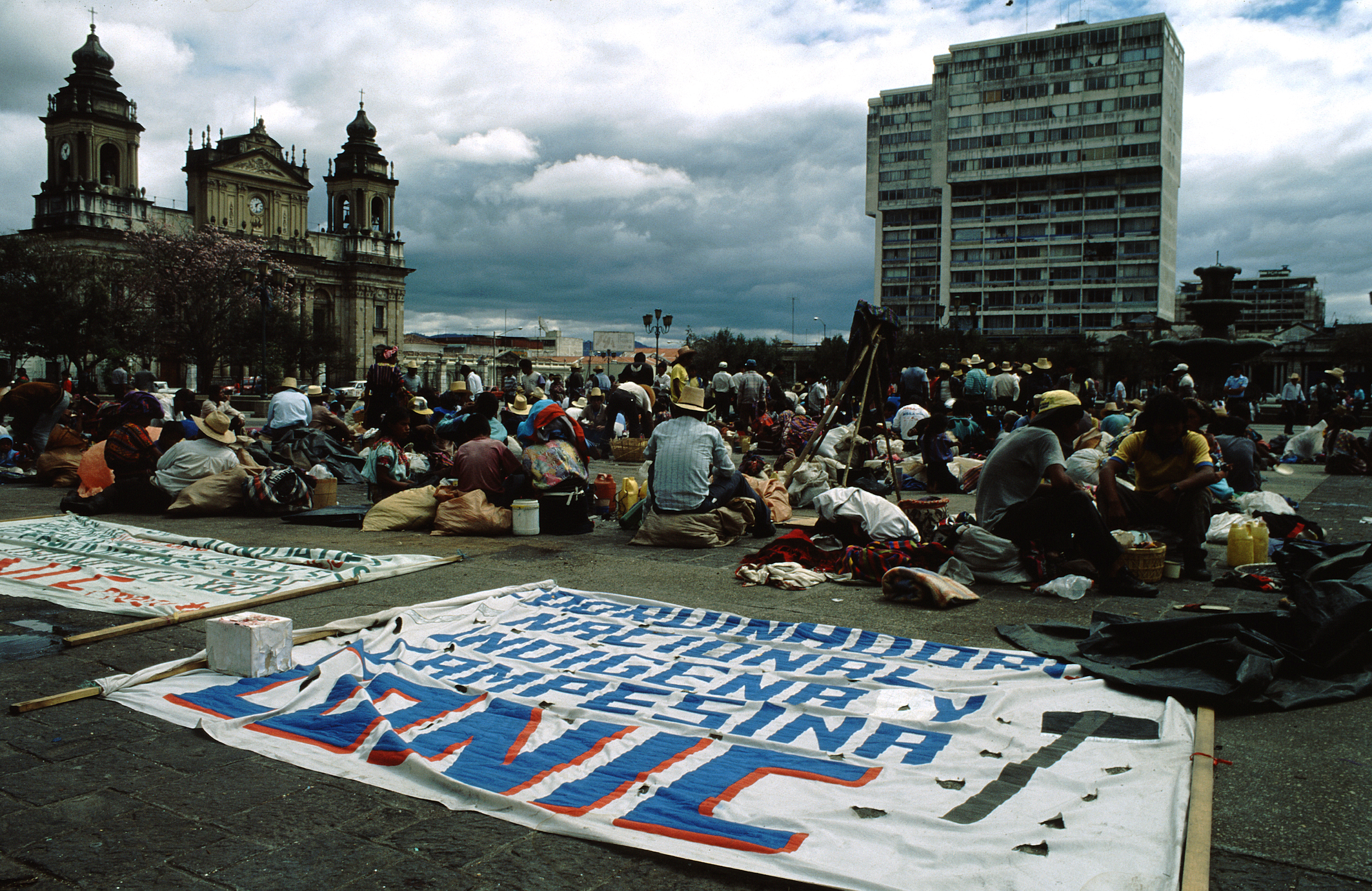
Plaza Mayor de Guatemala, ejemplo de Plaza de Armas, con la catedral colonial y edificios de arquitectura del siglo XX. La función de acoger el conflicto social, como esta manifestación, es también propia de los espacios abiertos urbanos.
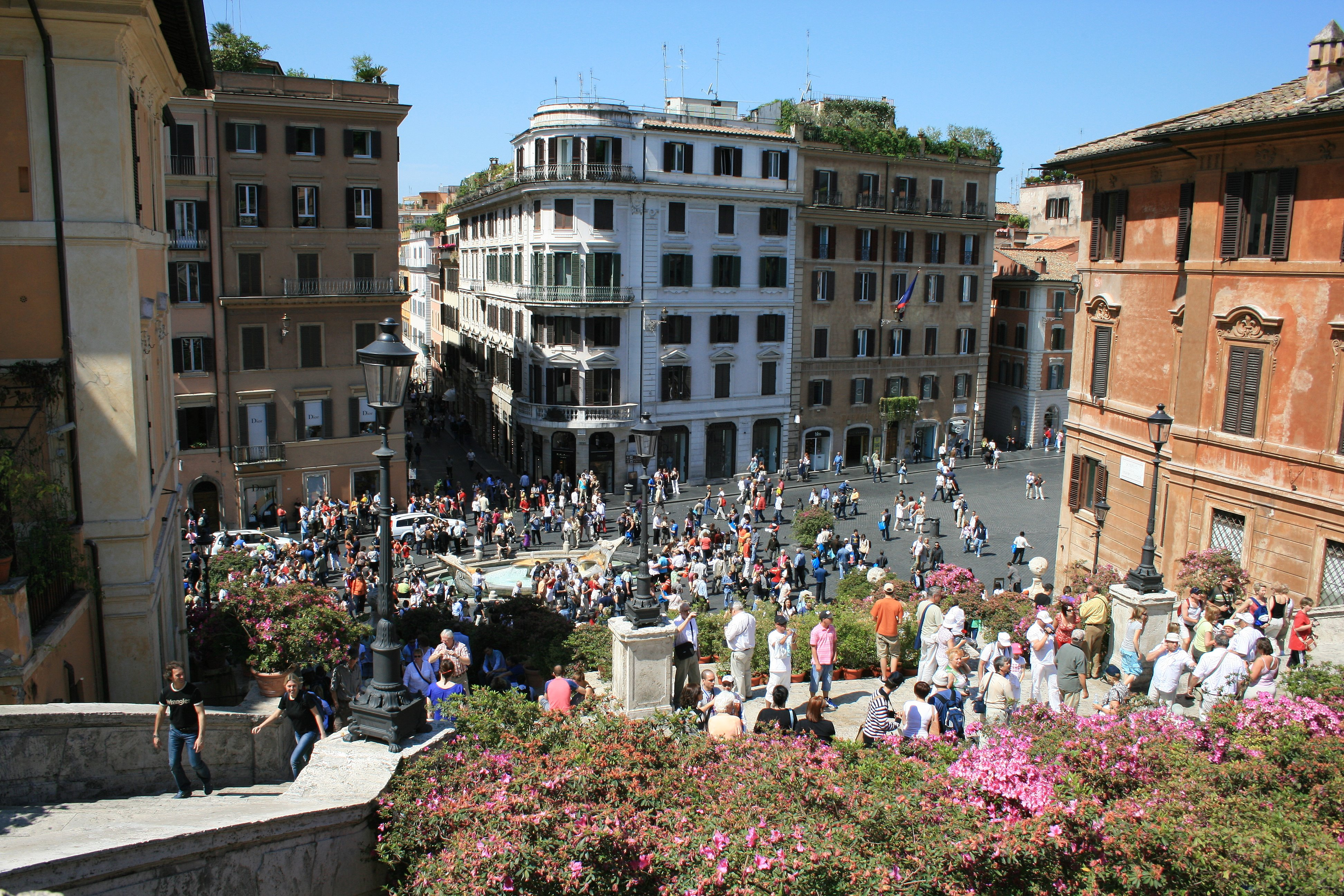
Plaza de España (Roma), situada a distintos niveles, una amplísima escalinata salva el desnivel. El nombre hace referencia a la presencia de la Embajada de España.
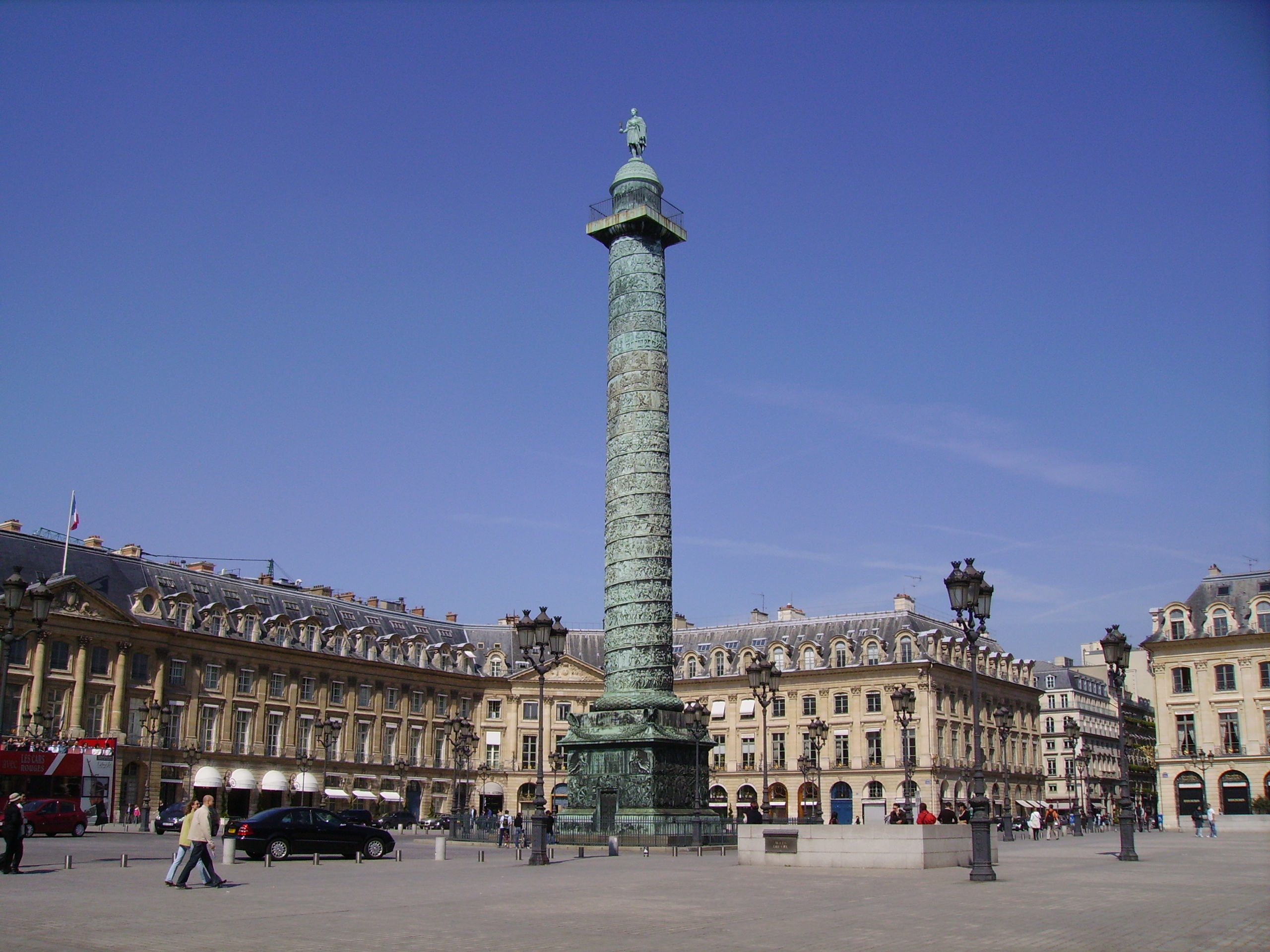
Plaza Vendôme, París. Aunque la apertura de la avenida central permite una gran perspectiva, es una plaza cerrada con sus cornières. La columna central (Columna Vendôme) imita la Columna Trajana. Su material proviene de los cañones capturados por Napoleón, a quien honra. Fue derribada durante la Comuna de París (1870), suceso del que fue responsabilizado Courbet.
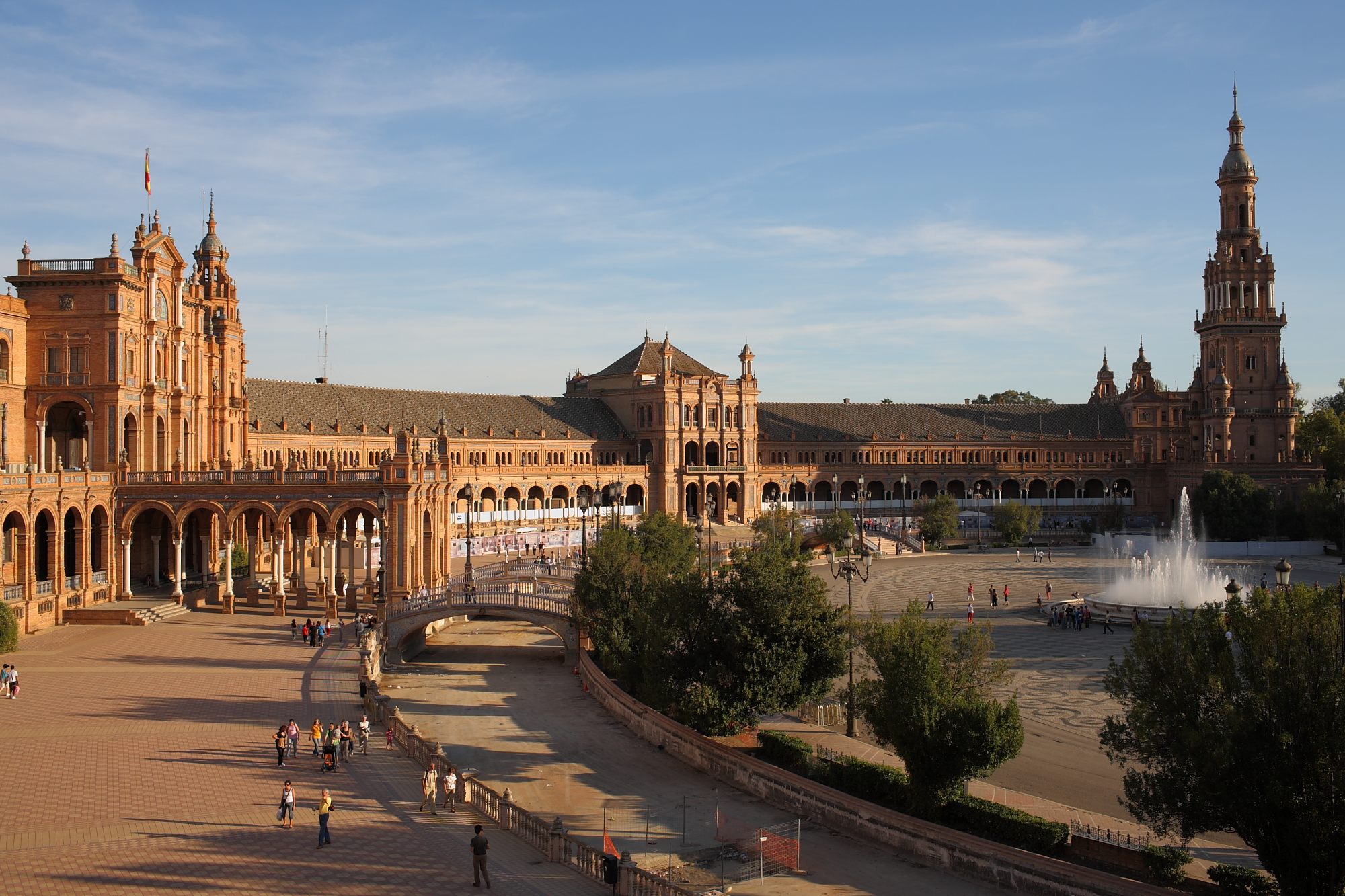
Plaza de España (Sevilla), diseñada para la Exposición Iberoamericana de 1929 (su exotismo la ha hecho ser escenario de destacadas películas, desde Lawrence de Arabia hasta el Episodio II de Star Wars).

- Atendiendo al estilo nacional, se han propuesto[11]
  - plaza de estilo español (extendida también por América),
  - plaza de estilo inglés (entre otros, los ya comentados square, circus y crescent, muy habituales desde el siglo XVIII en el urbanismo de Bath y las plazas de Londres),
  - plaza de estilo francés (con abundantes ejemplos en las plazas de París)
  - plaza de estilo mixto.

- Atendiendo a las tipologías, se han propuesto:[12]
  - Plaza Mayor,
  - plaza-mercado,
  - atrios y plazuelas,
  - alameda,
  - parque urbano.

- Atendiendo a características sensoriales (como los colores) se han propuesto:
  - Plaza jardín, los espacios en que se priorizan las formaciones vegetales.
  - Plaza seca, los espacios que soportan una intensa circulación peatonal (si las características del solado adoquinado son predominantes en toda su superficie, se habla del concepto ya citado de plaza dura).
  - Plaza azul, en las que el agua tendría el papel fundamental. Algunos belvederes y jardines tendrían tal característica, aunque como se ha dicho, la presencia de la fuente es fundacional en el concepto histórico de plaza.
  - Plaza amarilla, que serían las playas.

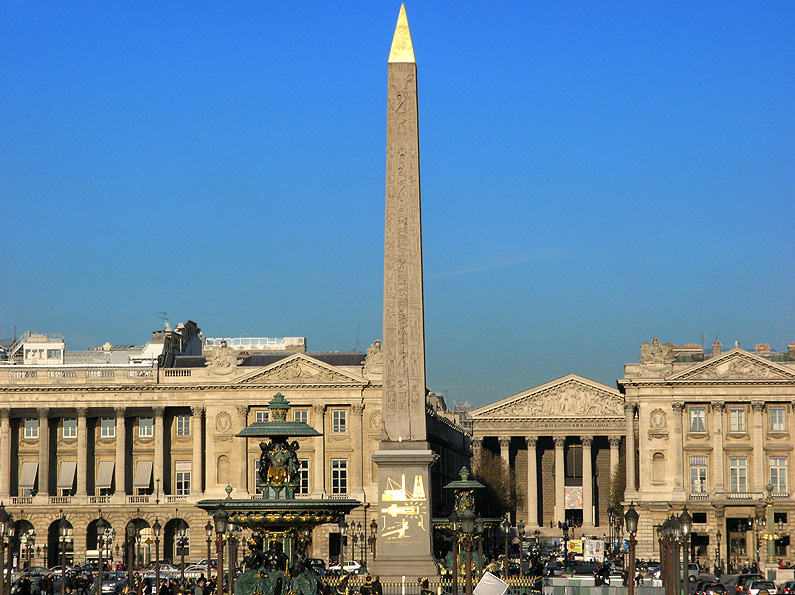
La plaza de la Concordia (París), representa muy bien cómo las plazas son espacios de poder, y cambian con éste: albergó sucesivamente una estatua de Luis XV, la guillotina revolucionaria y un obelisco traído de Luxor por Napoleón. La palabra escogida para su denominación definitiva pretendía poner fin a los enfrentamientos, y también simboliza el papel de convivencia y relación cívica que tienen las plazas.
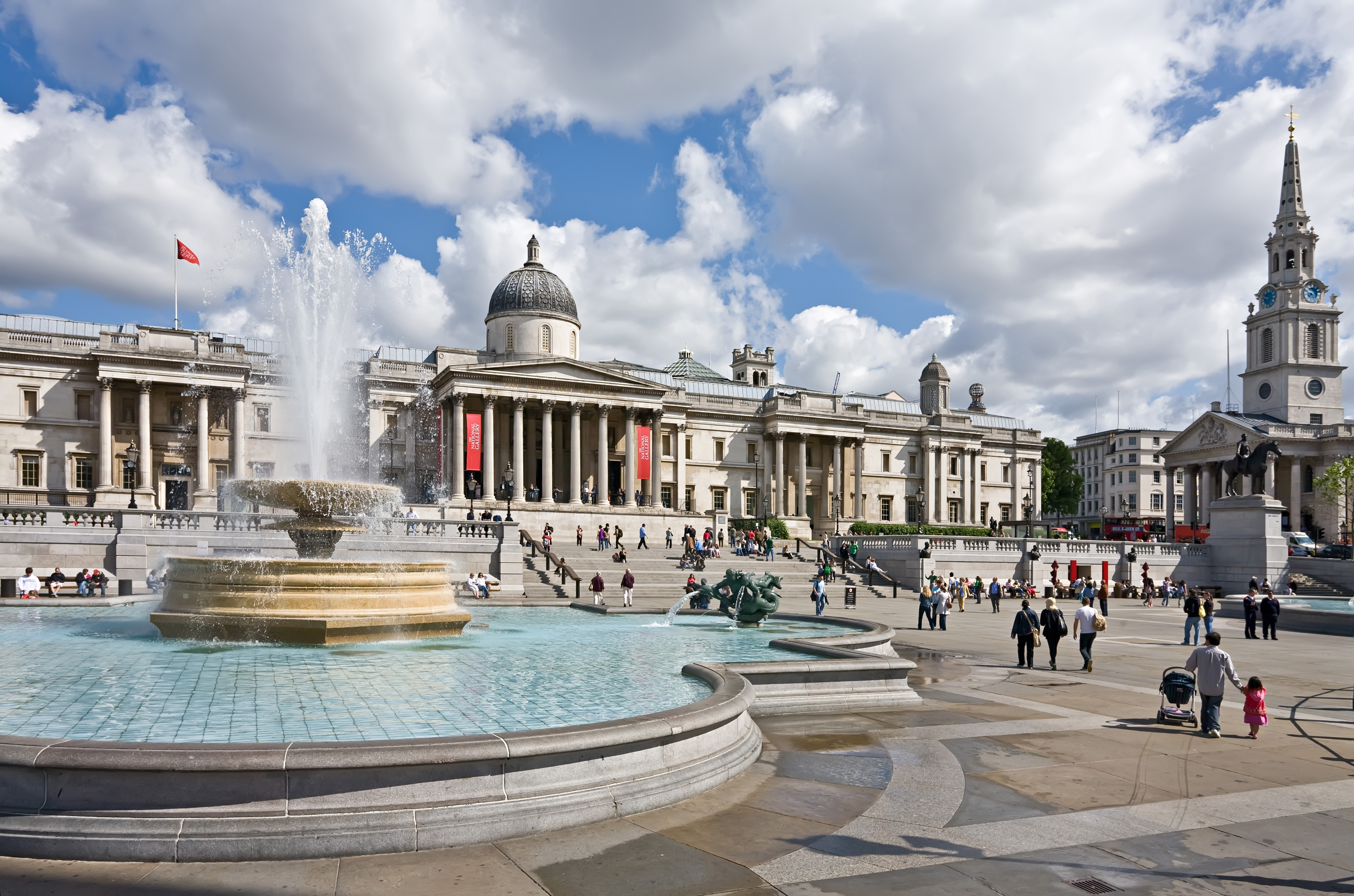
Trafalgar Square. La columna de Nelson, héroe británico muerto en la batalla de Trafalgar, la convierte en un claro espacio de memoria; pero desde los años 1960 y 1970, con el movimiento hippie, el espacio se convirtió en uno de los lugares emblemáticos de la subcultura juvenil de todo el mundo, simbolizando la diversión y el espectáculo gratuito que supone la misma presencia de gentes de todo el mundo que intercambian sus formas de expresión o simplemente pasan y miran.
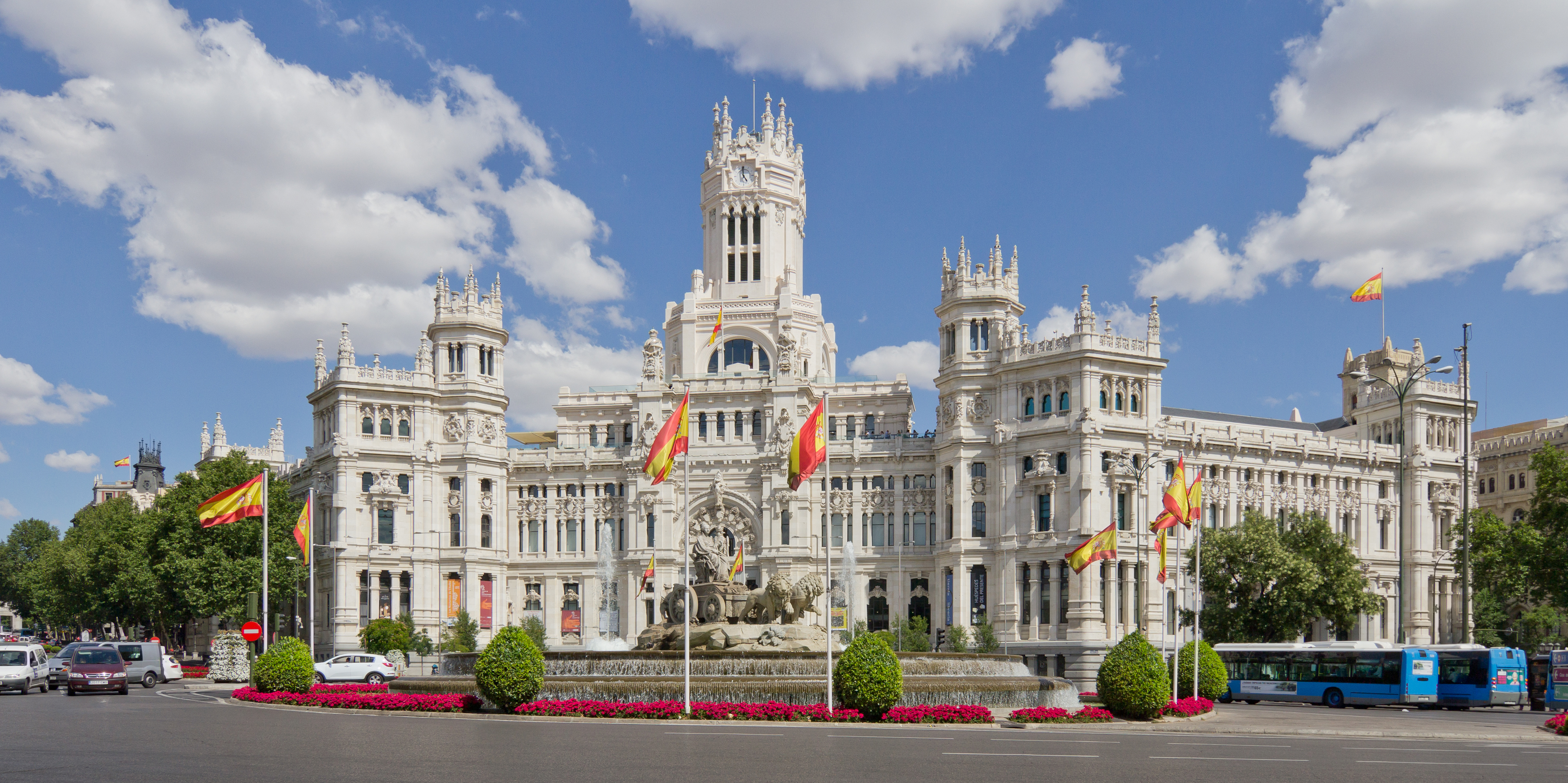
La plaza de Cibeles (Madrid) es una plaza circular que da fin al Salón del Prado, un paseo arbolado que alberga tres de los más importantes museos de pintura del mundo (el Prado, el Thyssen y el Reina Sofía). En la Plaza se sitúan la Casa de América, el Ministerio de Defensa, el Banco de España y el Palacio de Comunicaciones (que está previsto convertir en sede central del Ayuntamiento). La perspectiva incluye la Puerta de Alcalá.
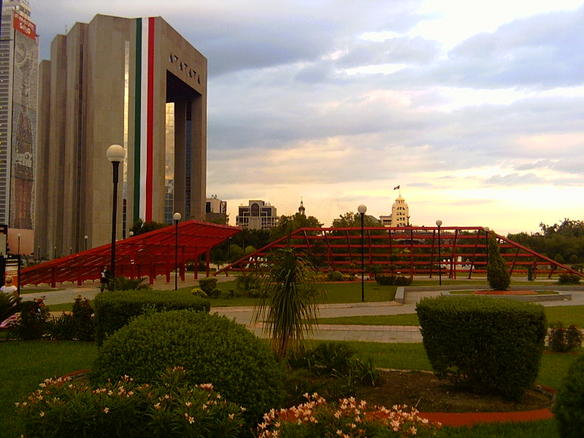
Macroplaza (Monterrey). Es la cuarta en tamaño del mundo (400.000 metros cuadrados), es el resultado del reciente derribo (años 1980) de numerosos edificios antiguos. Contiene, además de numerosos museos, monumentos y jardines, un faro de 70 metros de altura. Contrasta modernos edificios con otros coloniales, como la catedral, o neoclásicos, como el Palacio de Gobierno.

## Las plazas en la literatura y el cine

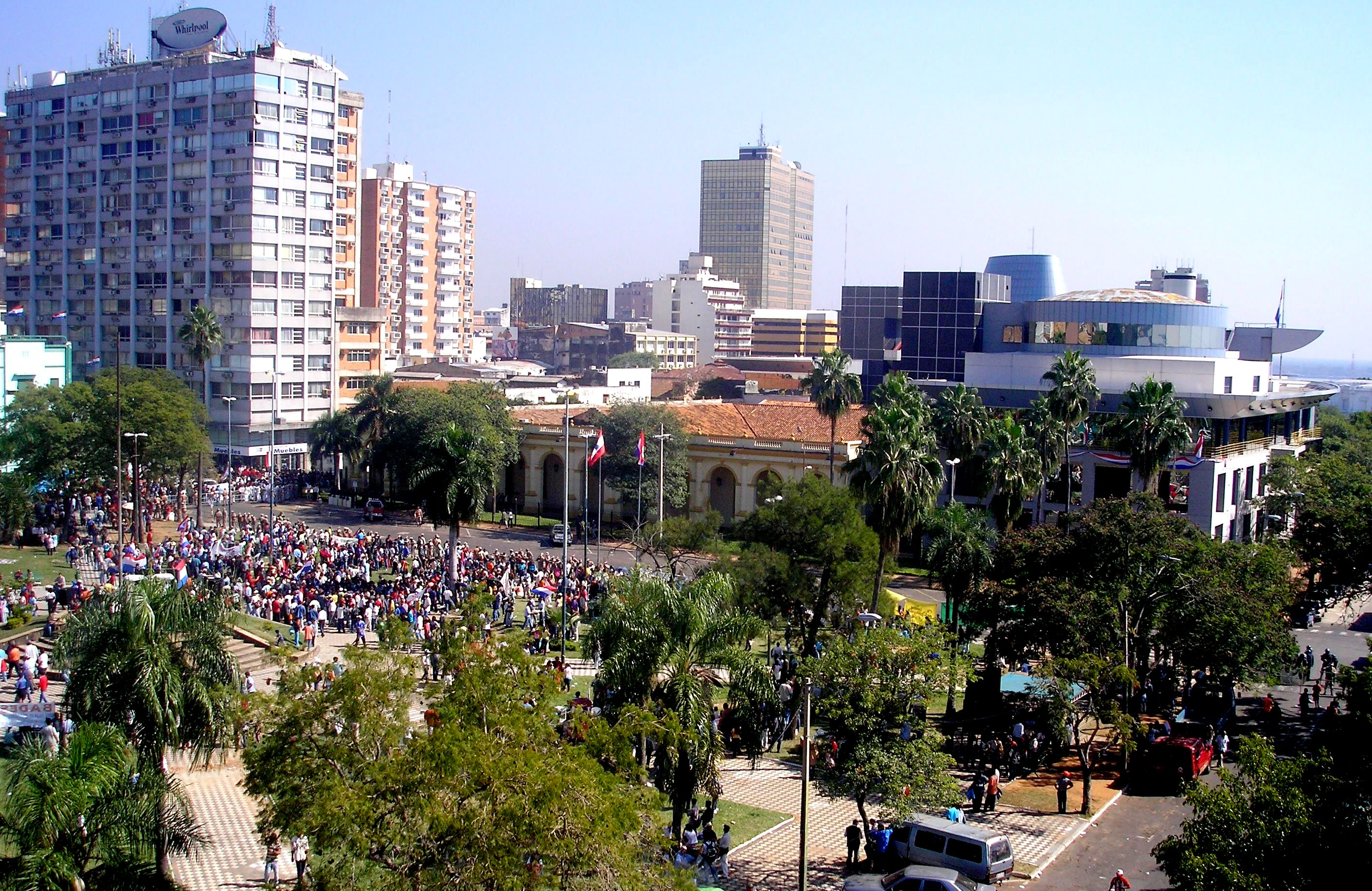
Plaza de Armas de Asunción del Paraguay.

El tratamiento de las plazas en la literatura y las artes escénicas es muy agradecido, por manifestar éstas un escenario natural de la vitalidad de una sociedad que los artistas han reflejado en sus obras. El mismo origen del teatro griego es en buena parte lo que ocurre en el espacio público de la polis, y las plazas fueron el lugar de representación de los cómicos de la legua incluso después que se establecieran los corrales de comedias estables. En cuanto a obras modernas en las que las plazas cobran un papel protagónico, pueden ponerse como ejemplos
- La novela "ejemplar" Rinconete y Cortadillo, de Cervantes, que refleja el ambiente de los esportilleros de la plaza de San Salvador (Sevilla)
- La novela Berlin Alexanderplatz, de Alfred Döblin
- La novela La plaza del Diamante, de la escritora catalana Mercè Rodoreda
- La Place, novela autobiográfica de Annie Ernaux, ambientada en un pueblo de Normandía (ganadora del Premio Renaudot en 1984).
- El entremés La Plaza Mayor, de Ramón de la Cruz
- La película costumbrista Manolo, guardia urbano (transcurre en buena parte en la Plaza de Cibeles, de Madrid)
- La película Mon oncle (Mi tío), de Jacques Tati (tiene uno de sus escenarios en una plaza que un barrendero no termina nunca de barrer, presidida por una frecuentada taberna)
- Las plazas de Roma, muy visuales por sus fuentes, han protagonizado escenas famosas en muchas películas, como La dolce vita (Federico Fellini) o Vacaciones en Roma (William Wyler)

## Plazas del mundo

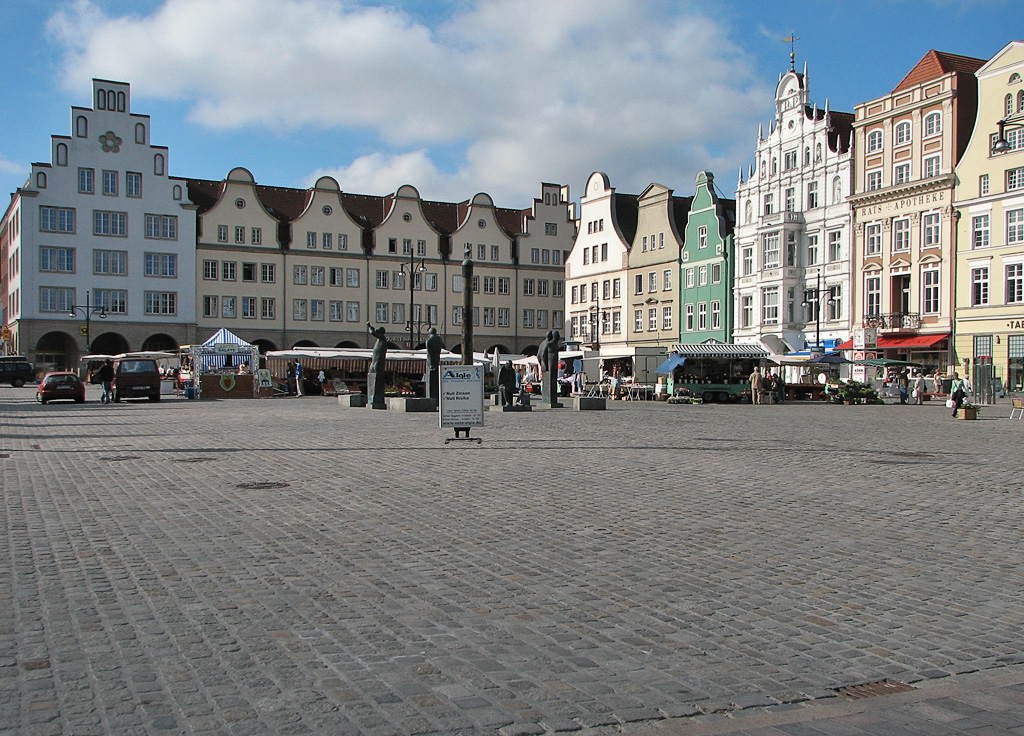
Plaza del mercado nuevo (Neuer Markt) en Rostock
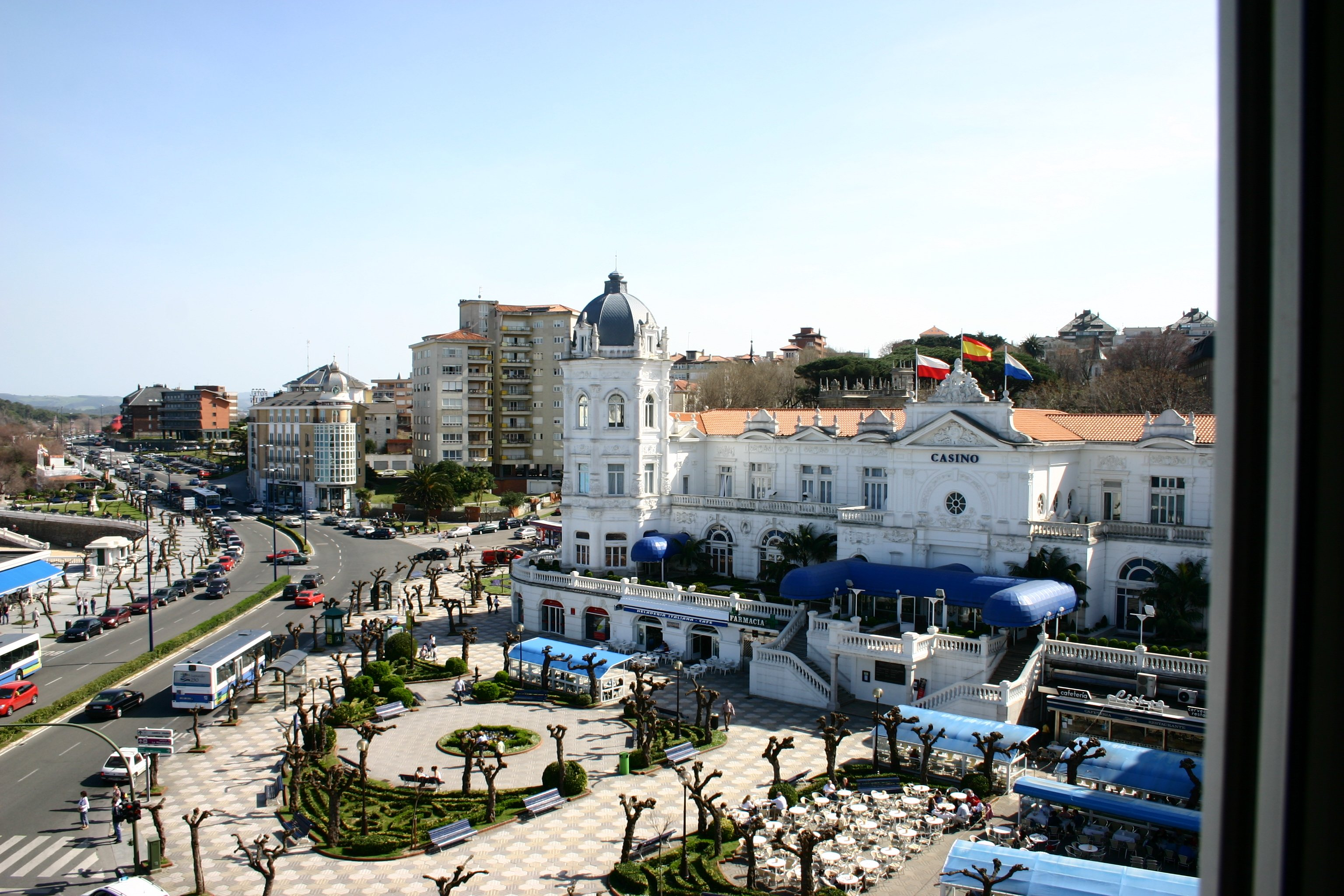
Plaza de Italia (Santander)
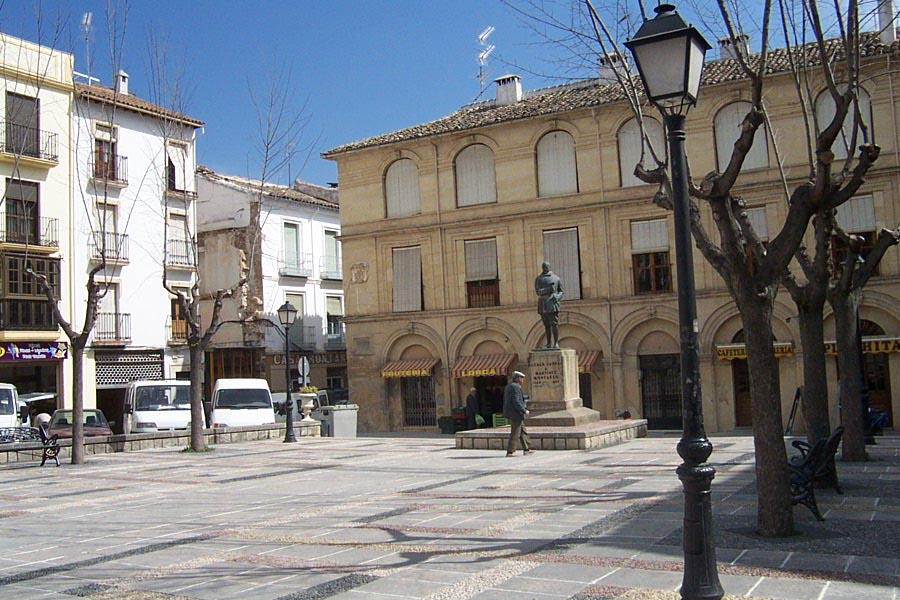
Plaza del Ayuntamiento, del tipo Plaza Real, en Alcalá la Real (Jaén)
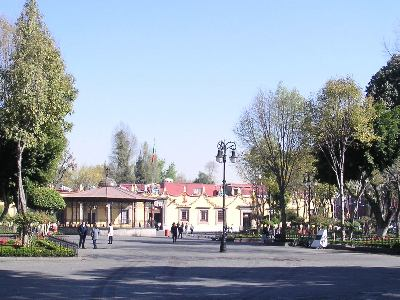
Plaza Hidalgo, en la Ciudad de México
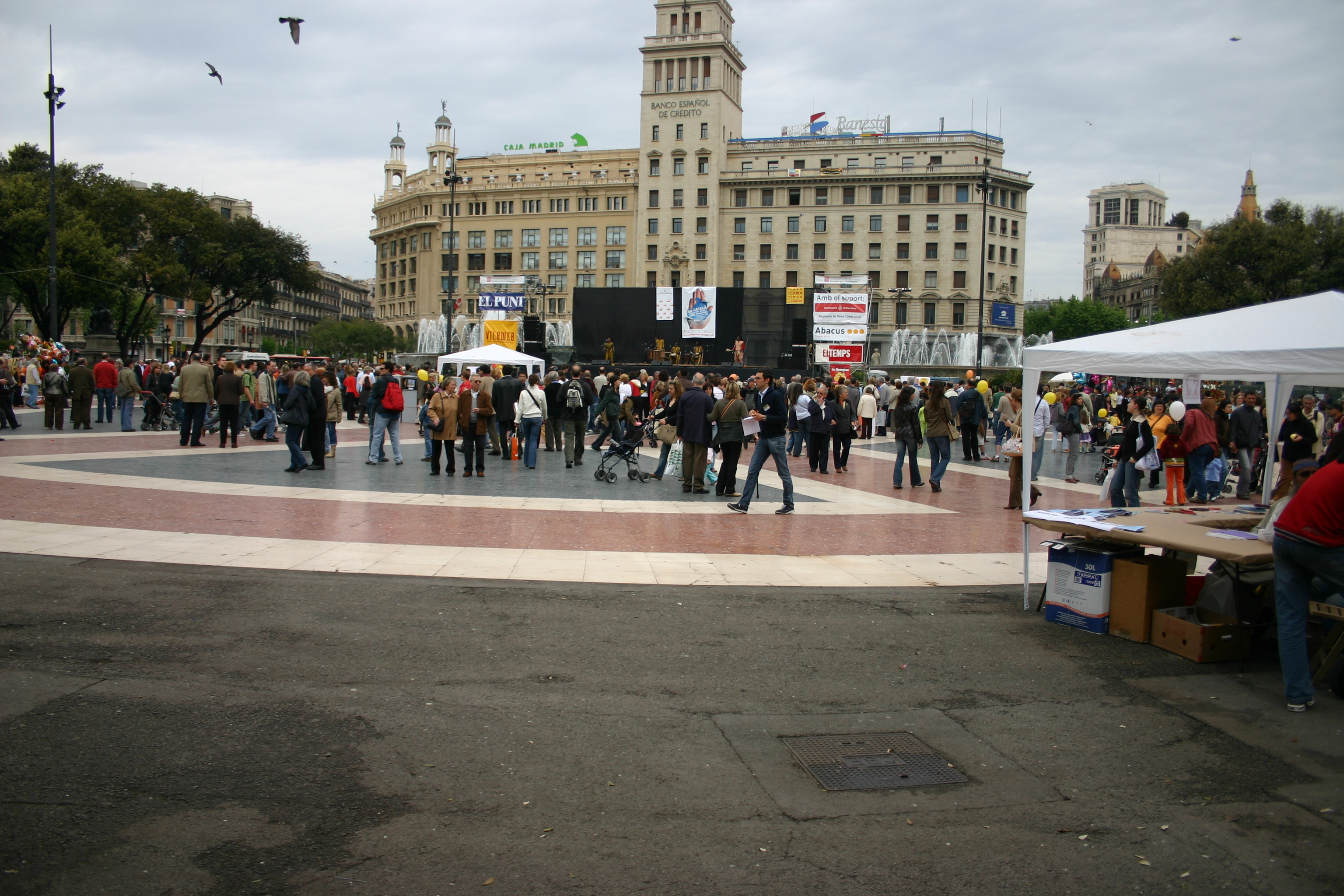
Plaza de Cataluña, la de mayor superficie de España con 50.000 metros cuadrados.
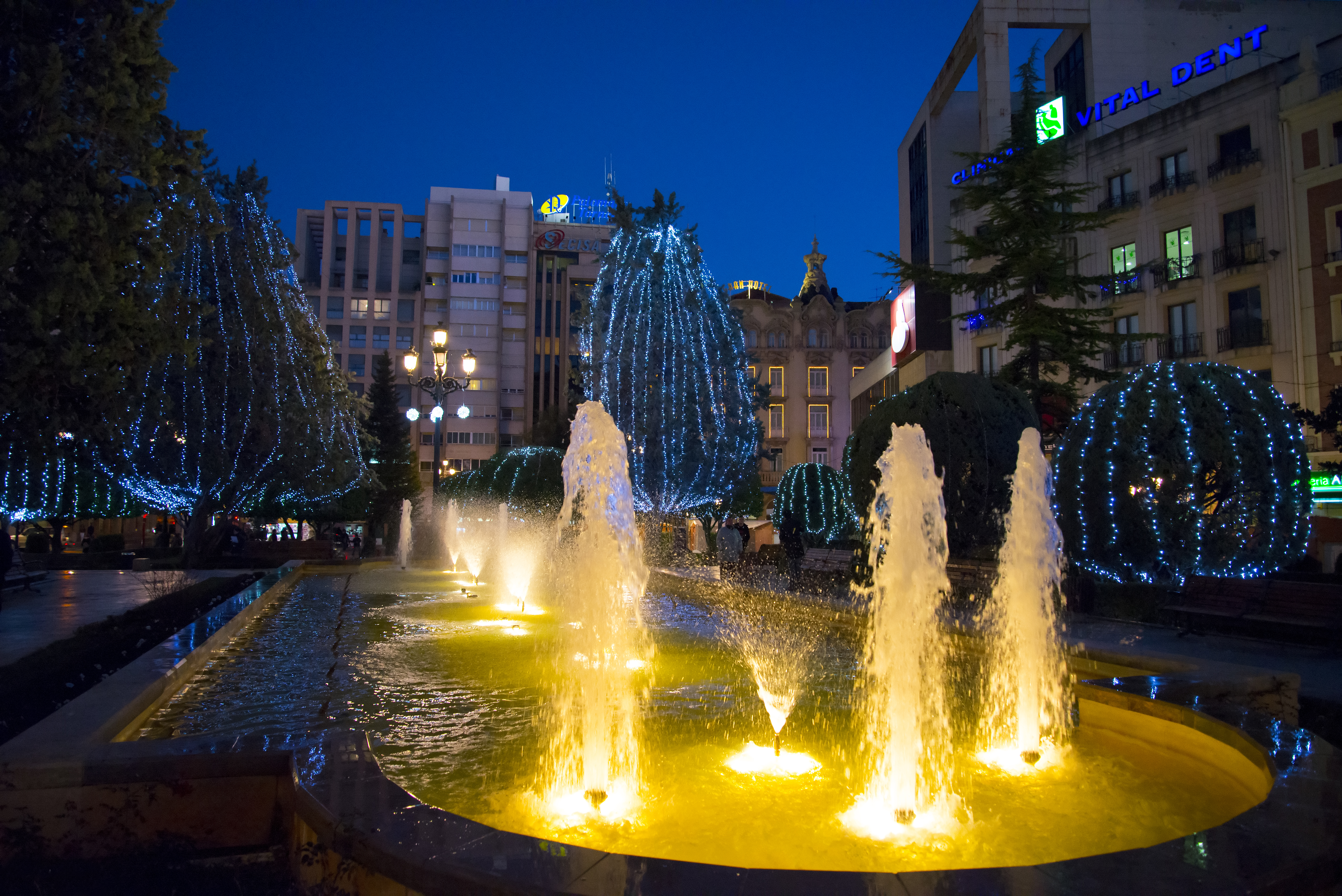
Ocaso y Navidad en la plaza del Altozano, histórica plaza de la ciudad española de Albacete.
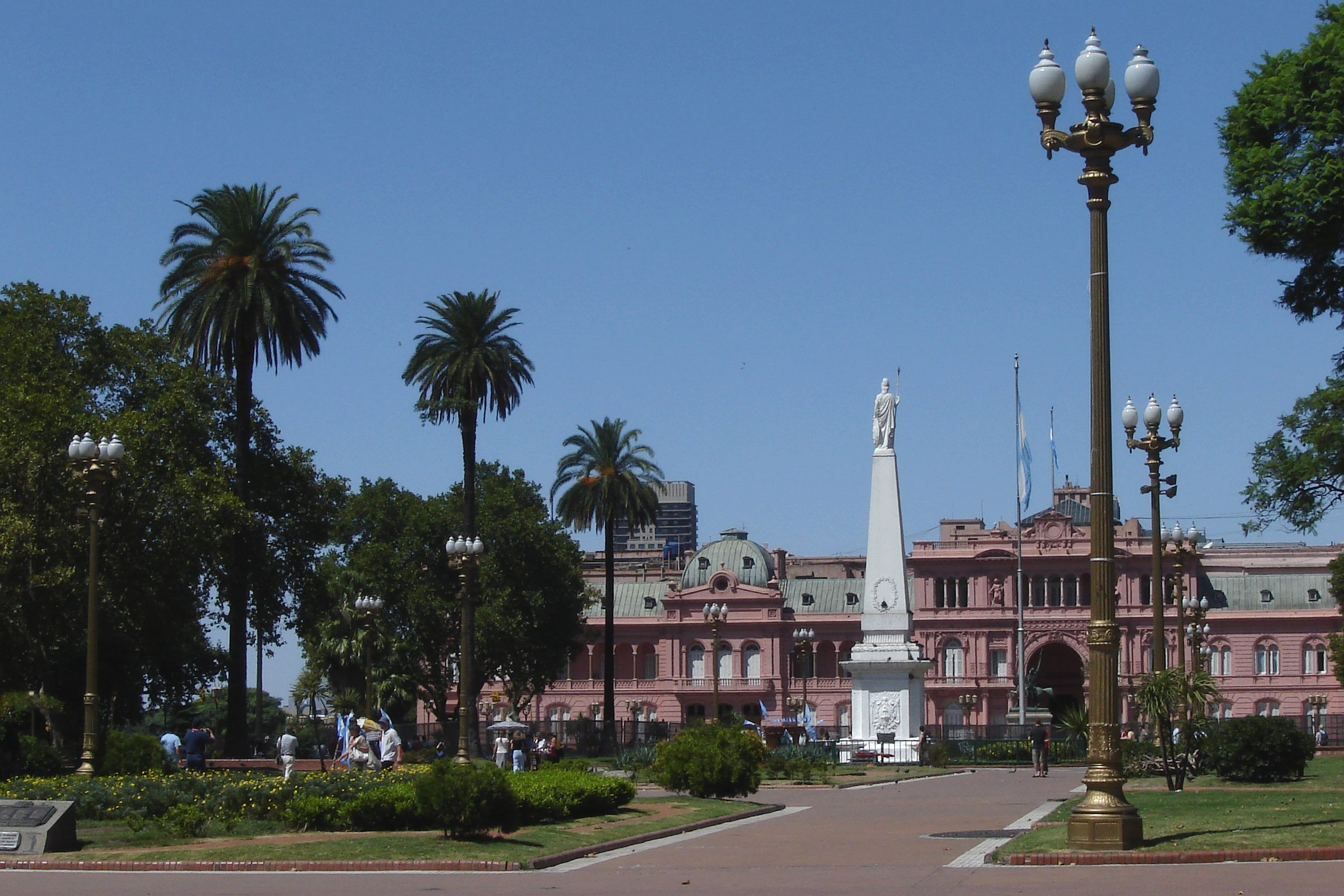
La Plaza de Mayo (Buenos Aires), con la pirámide en su centro y la Casa Rosada al fondo. Las protestas de las Madres de Plaza de Mayo para reivindicar la memoria de sus hijos desaparecidos por la dictadura argentina la hicieron famosa en todo el mundo.
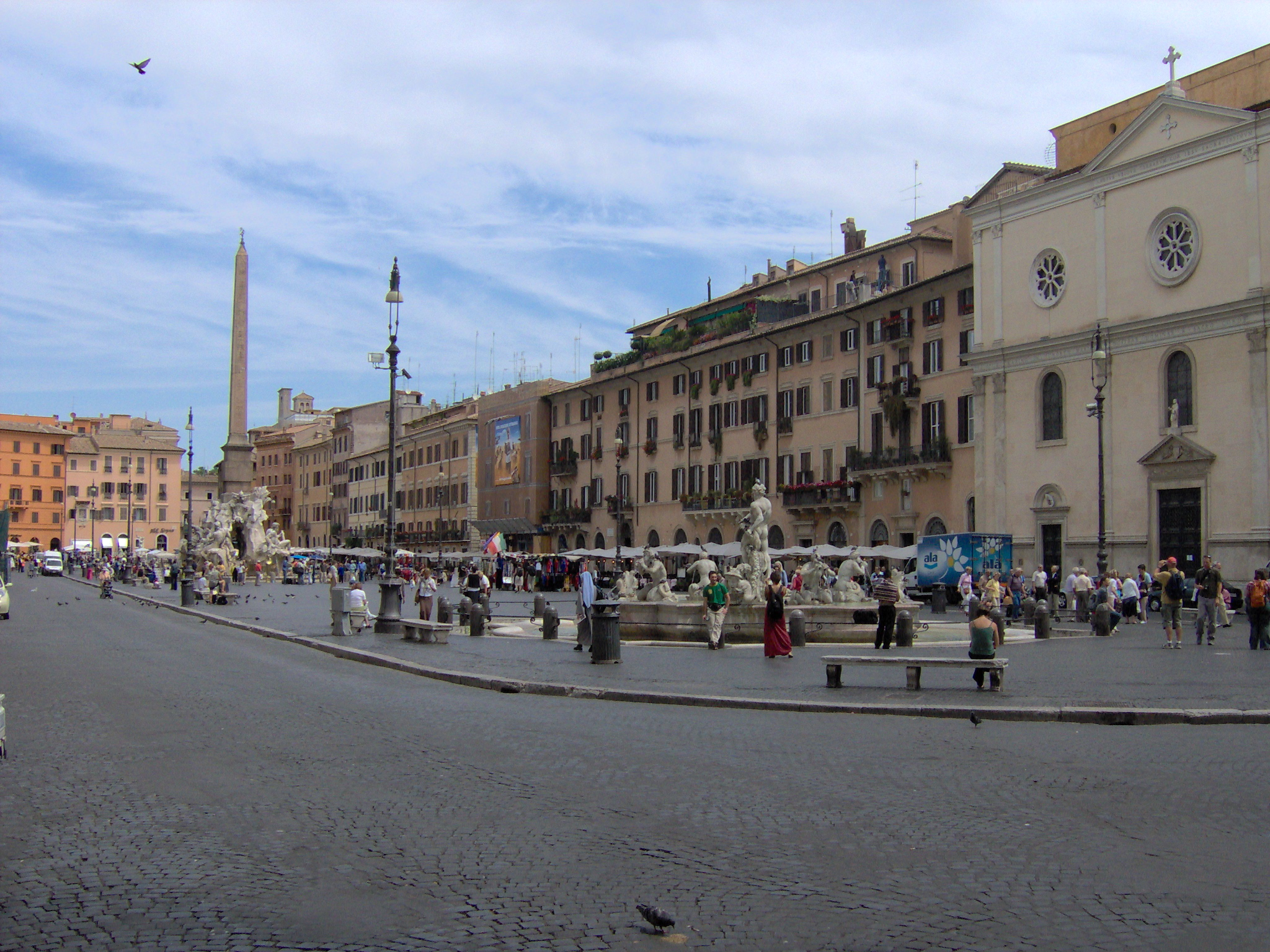
Piazza Navona (Roma); de forma alargada por corresponder a la planta de un circo de época romana clásica, permitía celebrar naumaquias. Su diseño barroco incluye las fuentes de Bernini, y acoge una iglesia, también barroca, de Borromini.
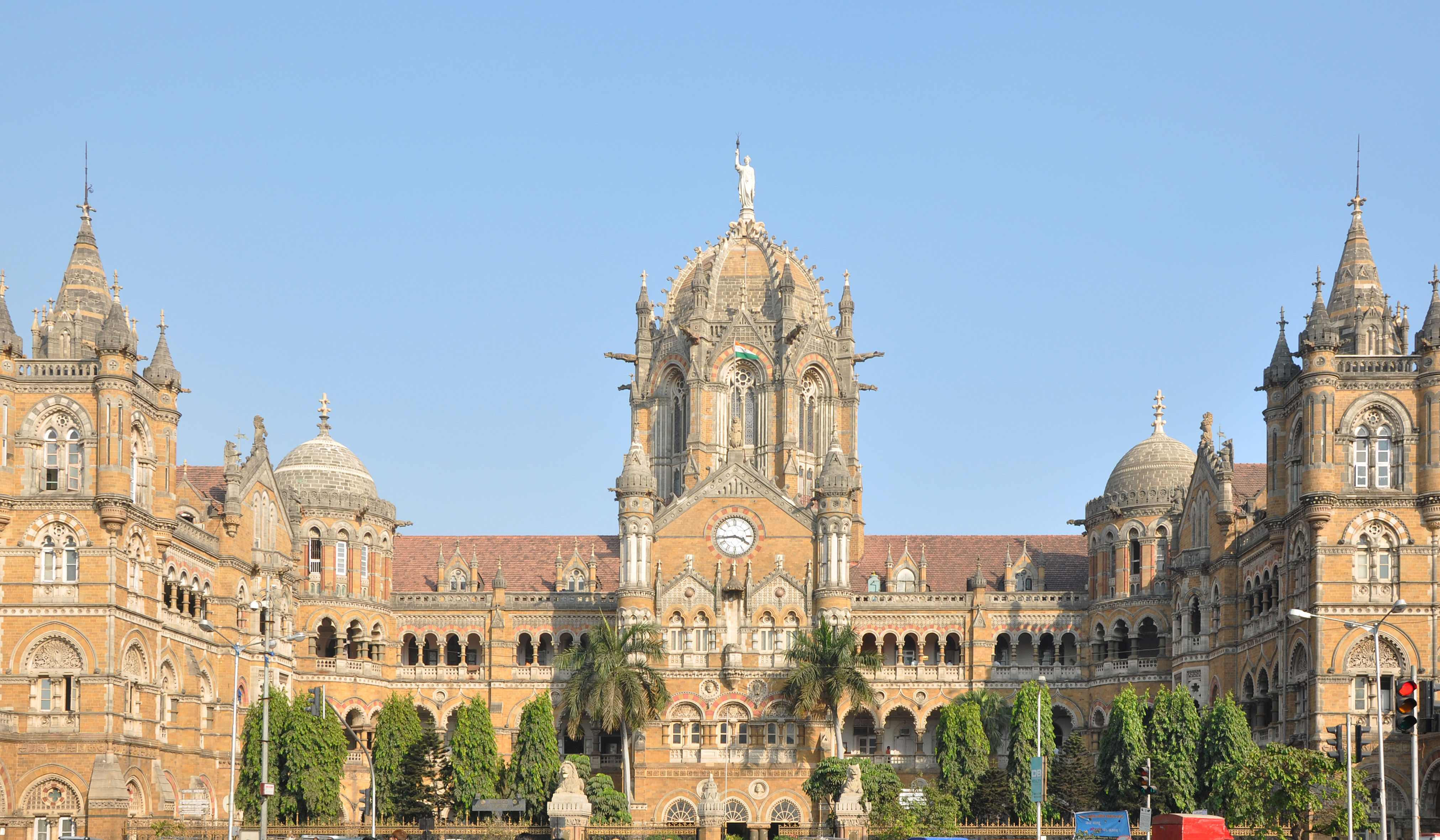
Chhatrapati Shivaji Terminus (antes Victoria Terminus), en Bombay (Bombay, India). Las plazas delante de las estaciones de ferrocarril son una constante en muchas ciudades del mundo (plaza de la estación). En este caso, su arquitectura colonial, ecléctica entre el neogótico y el exotismo orientalista, la han hecho ser seleccionada por la Unesco como Patrimonio de la Humanidad.
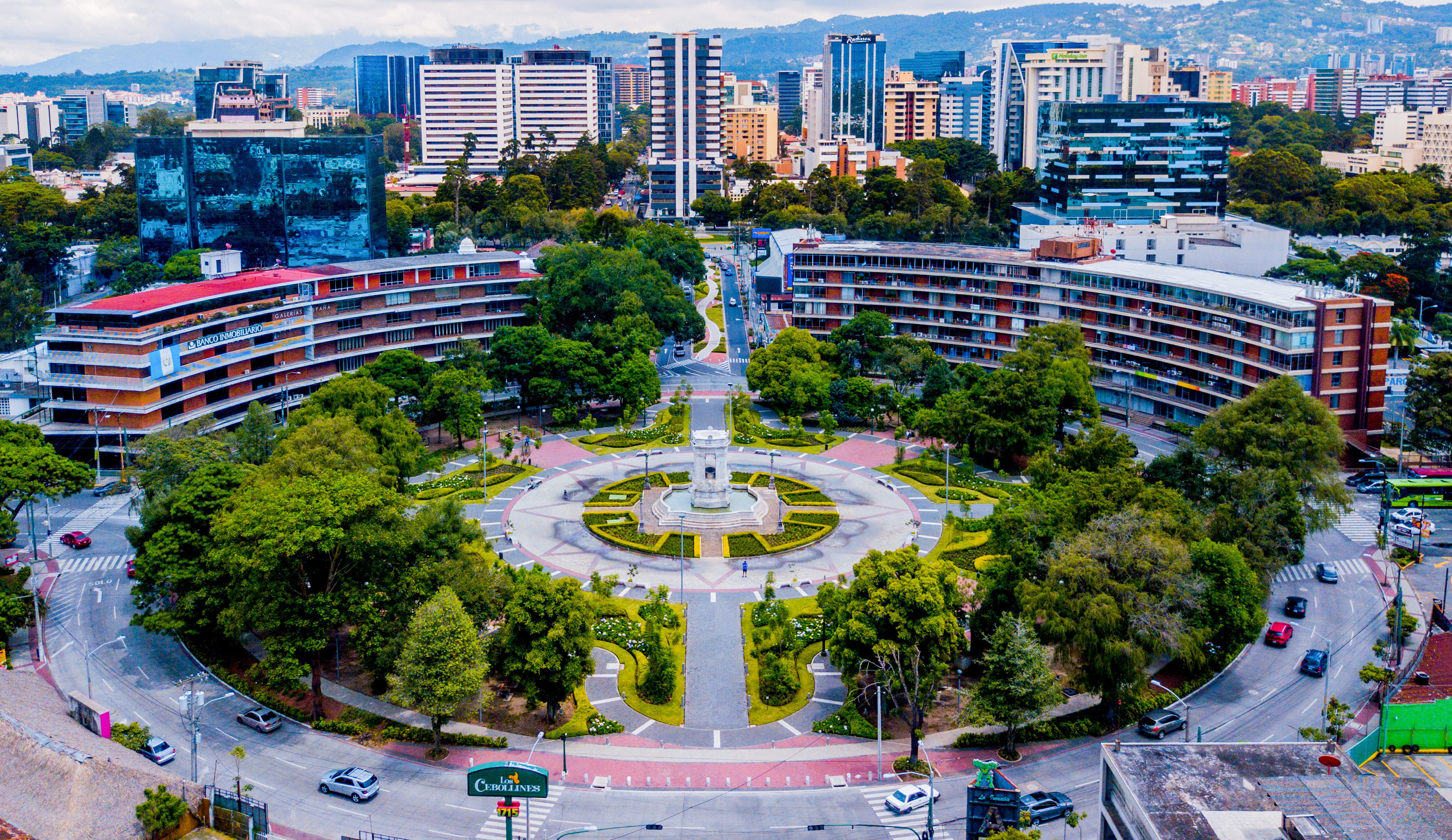
Plaza España en Ciudad de Guatemala, Guatemala.
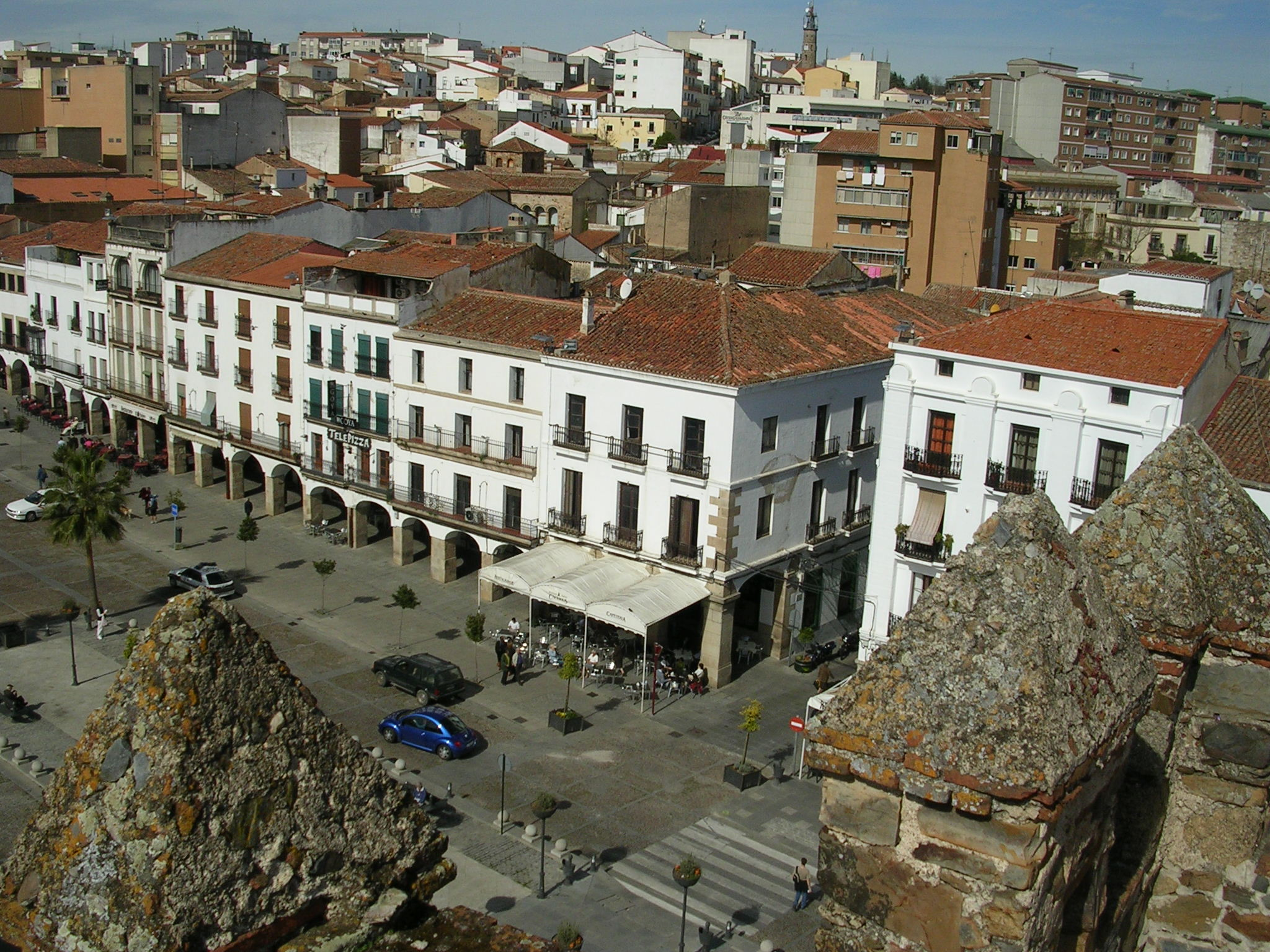
Plaza Mayor de Cáceres (Extremadura, España).